# 瑞鶴 (空母)
瑞鶴（ずいかく、ずゐかく、ズヰカク）は、大日本帝国海軍の航空母艦。翔鶴型航空母艦の2番艦。艦名には「鶴」に、めでたいという意味の「瑞」をあてた。
日本の太平洋戦争（大東亜戦争）突入後、真珠湾攻撃、セイロン沖海戦、珊瑚海海戦、第二次ソロモン海戦、南太平洋海戦、マリアナ沖海戦等の海戦に参加し、姉妹艦の翔鶴と共に日本海軍の主力艦として活躍したが、翔鶴と対照的に、マリアナ沖海戦まで一発も被弾しなかった幸運艦であった。翔鶴沈没後の1944年（昭和19年）10月25日、レイテ沖海戦のエンガノ岬沖海戦で沈没。
瑞鶴は翔鶴とともに日本の軍艦では初の球状艦首を採用して高速化が図られ、防御力も炸薬450キロの魚雷の直撃にも耐えられるように設計された。

## 歴史

### 建造
1930年代初頭、日本海軍はワシントン海軍軍縮条約・ロンドン海軍軍縮条約から脱退、第二次ロンドン海軍軍縮会議も決裂した。これを踏まえ、第三次海軍軍備補充計画（③計画）が帝国議会で承認される。第1号艦（大和）、第2号艦（武蔵）、第3号艦（翔鶴）、第4号艦（瑞鶴）、第5号艦（日進）として、1938年（昭和13年）5月25日に川崎造船所（川崎重工業）艦船工場で瑞鶴が起工された。同造船所が建造する三万トン級大型軍艦としては、巡洋戦艦「榛名」、戦艦「伊勢」、戦艦「加賀」に続く四隻目となった。
1939年（昭和14年）9月14日、軍令部より高松宮宣仁親王少佐が抜き打ちで神戸艦船工場を訪れ、瑞鶴の工期を半年繰り上げられないかと発言（実質的には一番艦翔鶴との同時竣工の要求）、それを受けて3ヶ月の工期短縮が決定され、これが結果的に、2年後の瑞鶴の真珠湾攻撃への参加を可能とさせた。
同年9月30日、神戸造船所で建造中の空母に瑞鶴、敷設艦（甲標的母艦）に日進、砲艦に橋立、潜水艦3隻に伊号第二十一潜水艦、伊号第二十三潜水艦、伊号第二十四潜水艦、敷設艇に浮島の艦名が正式に与えられた。
11月15日、空母飛龍艦長の横川市平大佐は本艦艤装員長に任命された。同年11月27日午前7時40分、伏見宮博恭王軍令部総長、吉田善吾海軍大臣、嶋田繁太郎中将（呉鎮守府司令長官）臨席のもとで進水した。
1941年（昭和16年）8月14日、瑞鶴は呉海軍工廠での仕上げ作業のため神戸から呉基地に向かう途中、室戸岬沖で台風十四号の暴風雨に遭い、その際ハッチの閉め忘れにより浸水するという出来事があった。1941年（昭和16年）9月25日、就役。同時に横川艤装員長は正式に瑞鶴の初代艦長となった。瑞鶴は8月8日に竣工していた姉妹艦の翔鶴、駆逐艦2隻（朧、秋雲）とともに第五航空戦隊に所属した。この時点では、姉妹艦と区別するために甲板前部に「ス」と書かれていた。ただし、最終状態の時には書かれていない。
1941年（昭和16年）9月12日に内示された昭和17年度海軍戦時編制によれば、翔鶴型航空母艦2隻（翔鶴、瑞鶴）は第11駆逐隊（吹雪、白雪、初雪）と共に第一航空戦隊（一航戦）を編制し、それまでの一航戦（赤城、加賀）は第51駆逐隊（白雲、薄雲）と共に第五航空戦隊（五航戦）となる予定であった。しかし、旗艦として使用する予定であった完成直後の翔鶴を訪れた第一航空艦隊司令部は「翔鶴型の飛行甲板は他の空母と比べて著しく短い」「艦橋付近の飛行甲板の幅が狭く、艦上機の運用に不便」と評価を下しており、その影響もあってか編成替えの予定は中止された。

### 第一段作戦

#### 真珠湾攻撃
1941年（昭和16年）9月1日、第五航空戦隊は第一航空艦隊（長官は南雲忠一中将）に編入され、真珠湾攻撃に参加した。
艦上攻撃機隊48機が宇佐基地、艦上爆撃機隊54機が大分基地、艦上戦闘機隊36機は佐世保海軍航空隊の大村飛行場を基地として、離着艦訓練や錦江湾、志布志湾、佐伯湾での訓練を行った。

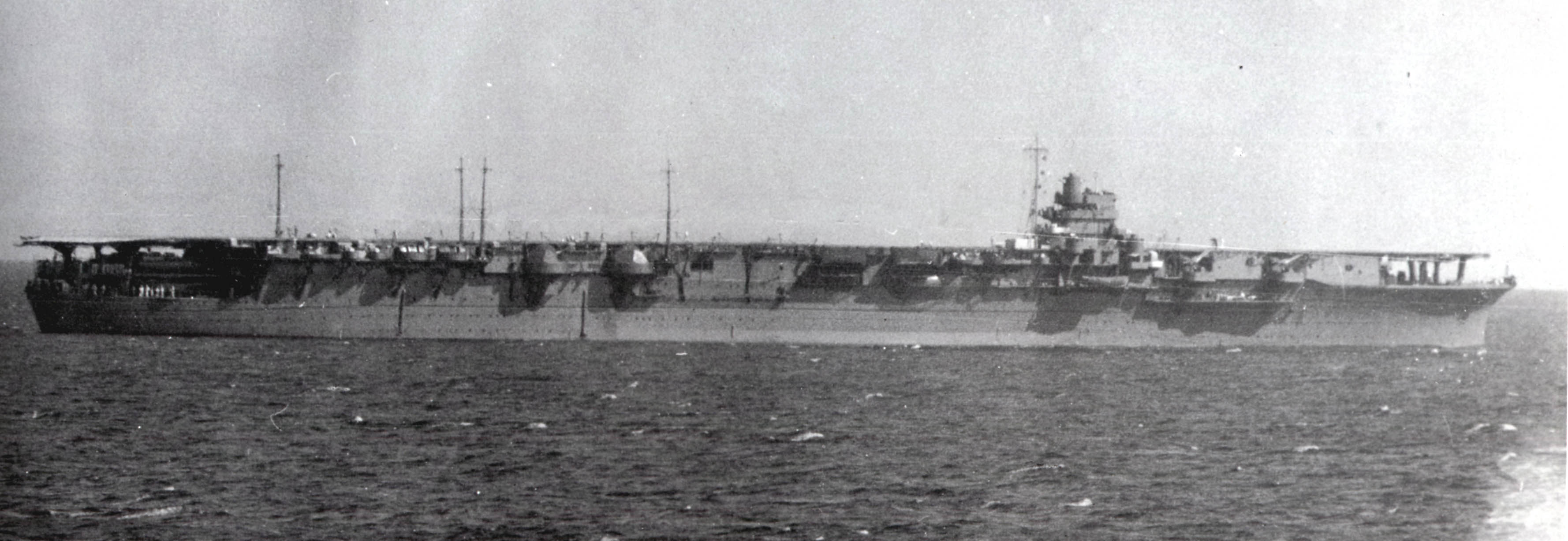
昭和16（1941）年11月14日、ハワイ作戦のため豊後水道で訓練中の瑞鶴。

11月16日、瑞鶴は呉基地で燃料・弾薬・食料などを搭載、艦上機も全機収容した。出港前に副長から凡その目的地と寄港地を説明されるのが通例であったが、今回はそれが無いまま出港し、途中で自艦の搭載機部隊を各陸上基地から離陸させて着艦収容すると佐伯湾に錨泊した。佐伯湾にはハワイ作戦に参加するほとんどの24隻の艦船が集まっており、翌17日午後に山本五十六連合艦隊司令長官の視察を受けた。各艦船は機動部隊としての行動をごまかすため、11月18日に時間をずらしてバラバラに佐伯湾を離れ、第五航空戦隊は豊後水道を他艦とは逆に北上して別府湾で停止した。日付が19日になった午前0時に再び動き出して豊後水道を戻り、本州東方の太平洋を北上していった。
旗艦赤城では佐伯湾を出た翌日の航行途中で全飛行搭乗員へハワイ作戦が訓示されたが、瑞鶴では呉出港以来、何も説明が無いまま11月22日千島列島の択捉島単冠湾へ入った。

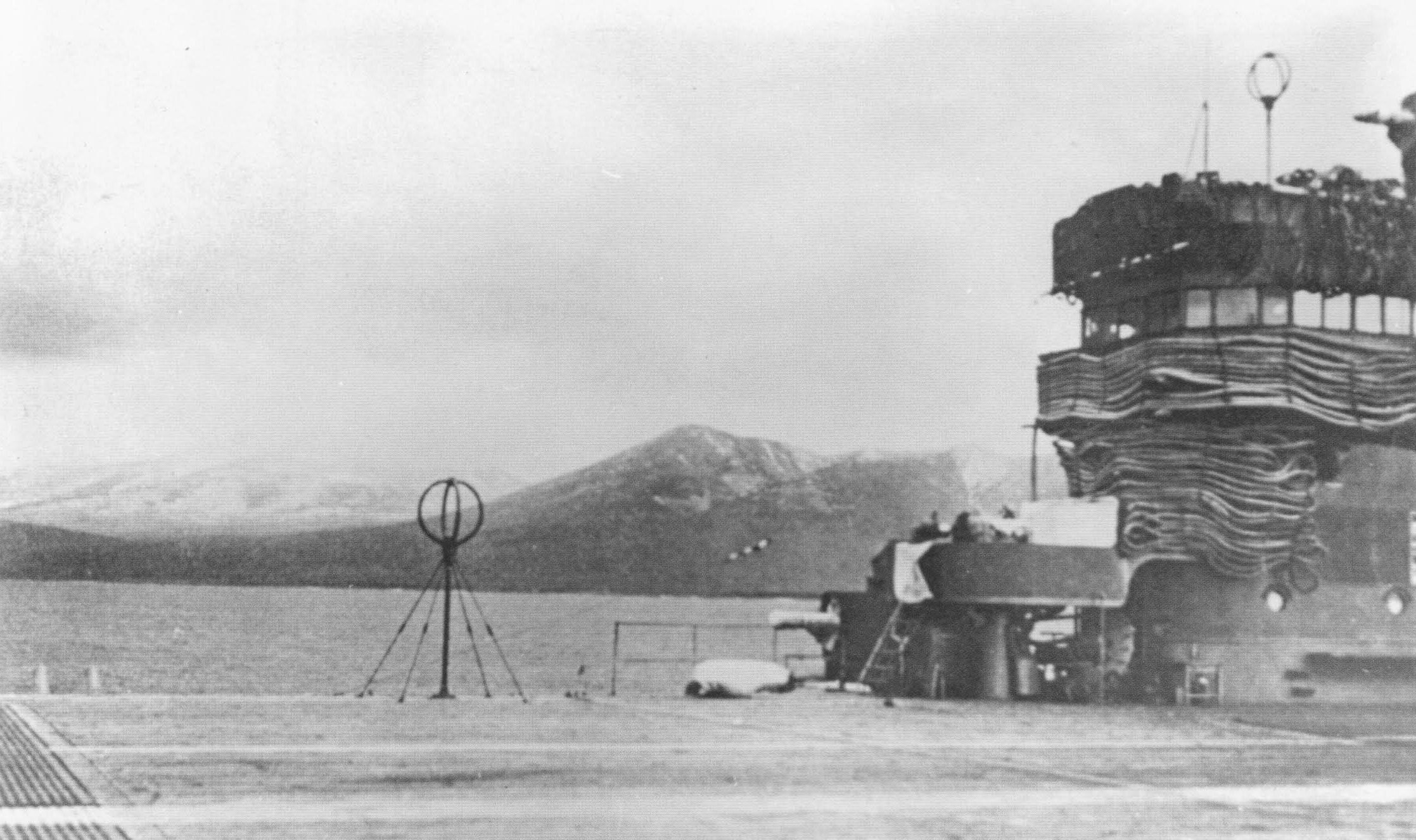
昭和16年11月22日の撮影。真珠湾攻撃のため単冠湾に集結中にものしたショットで、艦橋構造物や飛行甲板上のループ・アンテナなどがよく分かる。羅針艦橋周囲（窓のある区画）には弾片防御用のマントレットがすでに取り付けられている。同構造物前方の張出しには、九四式探照灯管制器兼上空見張方向盤を装備する。

全乗組員に艦長もしくは副長からハワイ作戦について知らされたのは翌23日で、加賀が到着した後だったという。各艦打ち合わせと兵器整備の後、11月26日、南雲機動部隊は単冠湾を出港して艦列を連ね、アメリカ海軍太平洋艦隊の拠点ハワイ真珠湾へと向かった。

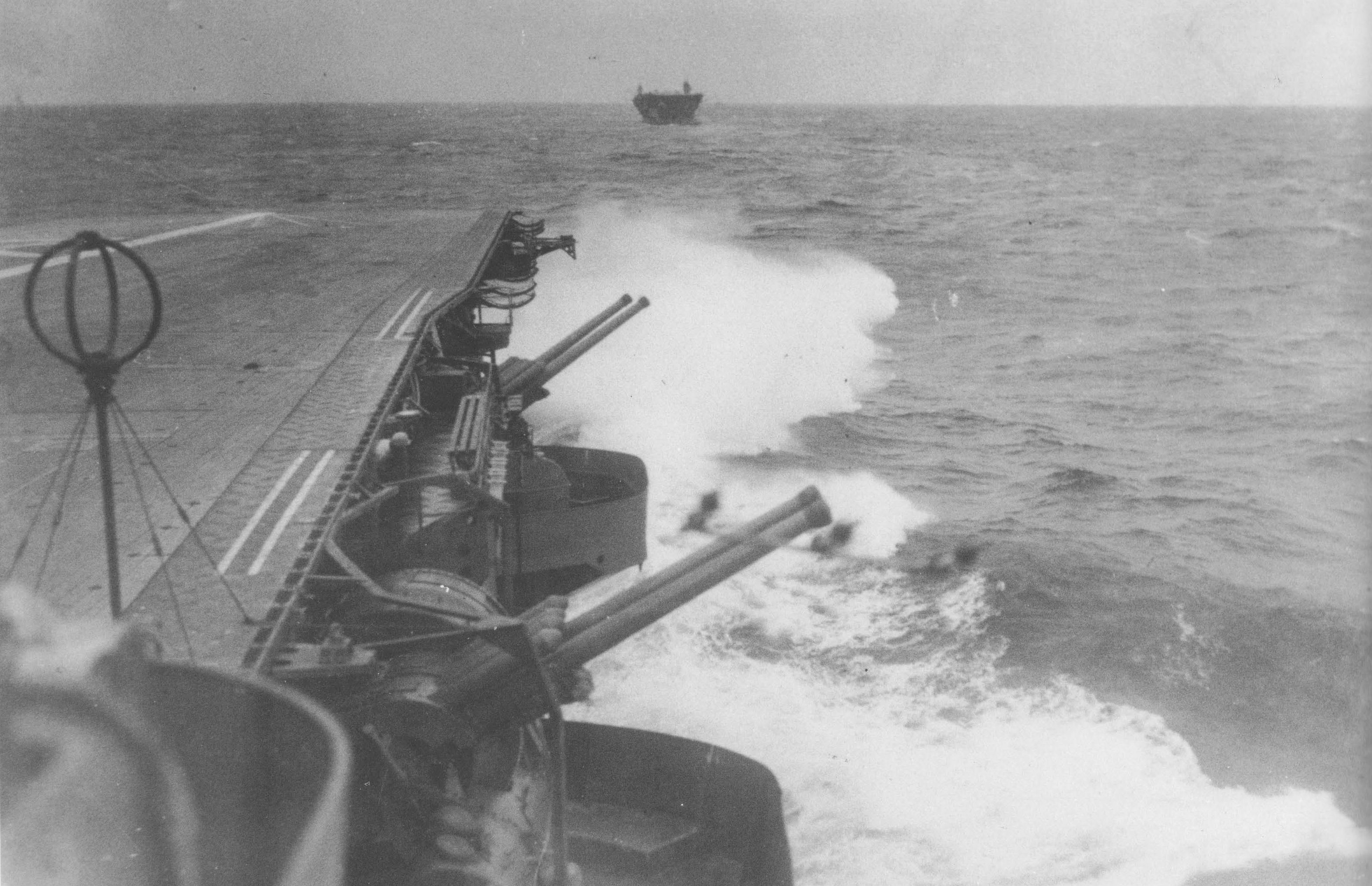
ハワイを目指して進撃する瑞鶴。昭和16年12月4日、防空指揮所から前方を望んだシーンで、前方には第1航空戦隊の空母加賀が航行している。

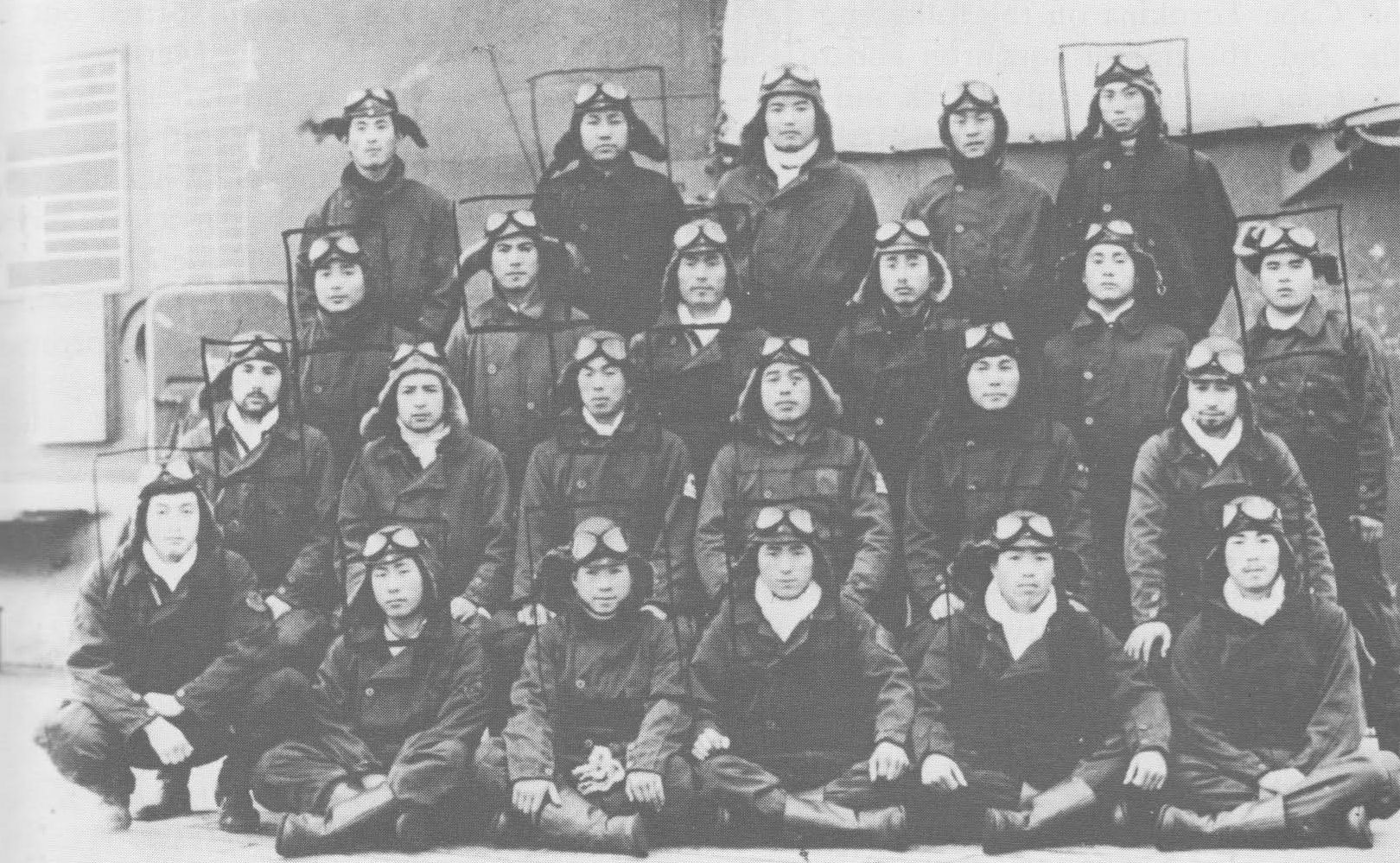
真珠湾攻撃前日に撮影された瑞鶴戦闘機隊搭乗員の集合写真。2列目右端は岩本徹三一飛曹

12月8日、瑞鶴は他の空母5隻（赤城、加賀、蒼龍、飛龍、翔鶴）と共に真珠湾に対し2波にわたる攻撃を行った。瑞鶴からは計58機が出撃して未帰還機ゼロという幸運なスタートを切った。
瑞鶴からの真珠湾攻撃参加機
第一次攻撃隊
九九式艦爆25機＝指揮官：分隊長坂本明大尉、零戦6機＝指揮官：分隊長佐藤正夫大尉
第二次攻撃隊
九七式艦攻27機＝指揮官：飛行隊長嶋崎重和少佐（第二次攻撃隊指揮官）
12月24日、内地に帰投して呉到着。その後、1942年（昭和17年）1月1日付で瑞鶴・翔鶴搭載の常用機定数は艦上爆撃機、艦上攻撃機が各27機から18機に削減されて第二航空戦隊（蒼龍、飛龍）と同じとなり、投射重量は当初の3分の2となった。

#### ラバウル攻略
1942年（昭和17年）1月5日に呉を出港し、8日に内地を離れトラック泊地へと向かった。14日トラック泊地着、17日出撃。20-22日、空母4隻（赤城、加賀、瑞鶴、翔鶴）はラバウル攻略作戦に参加し、連合軍基地を空襲した。

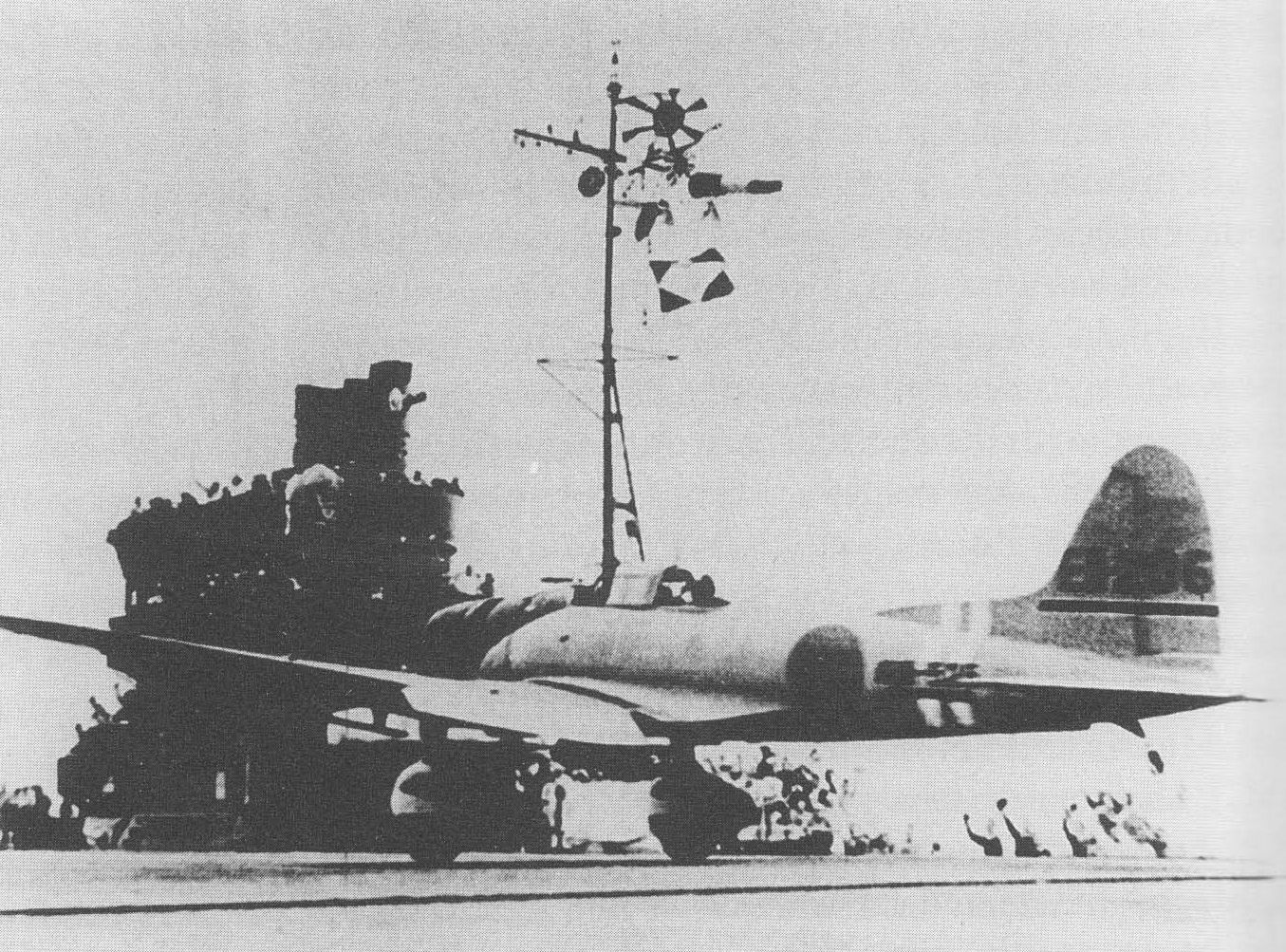
昭和17年1月20日の撮影。真珠湾攻撃成功後、呉に帰投した機動部隊はしばしの休息ののち、南方攻略作戦に従事している。写真は同日、ラバウル攻撃のため瑞鶴を飛び立つ九九式艦爆。翌日にはニューギニアのラエ空襲を行なった。

また五航戦の零戦が連合軍飛行艇1機を撃墜、脱出した搭乗員を第六戦隊（重巡青葉）が捕虜にしている。この時は主立った抵抗も受けず、占領することに成功する。続いて特別空襲隊（瑞鶴、翔鶴、筑摩、不知火、陽炎、霞、霰）となり、ニューギニア島ラエを攻撃した。一連の作戦後、五航戦（翔鶴、瑞鶴）はラバウル進出予定の九六式艦上戦闘機16機の空輸を担当したのち、1月29日にトラック泊地へ帰投する。翔鶴は駆逐艦2隻（浜風、陽炎）と共に内地へ帰投した。
2月1日、マーシャル諸島方面にアメリカ機動部隊が来襲。同日、機動部隊（赤城、加賀、瑞鶴ほか）はトラックを出撃して東へと向かったが、2月2日夜に機動部隊のマーシャル進出は取りやめとなり、2月8日にパラオに入港した。2月9日、瑞鶴と駆逐艦2隻（秋雲、霰）は機動部隊本隊と分かれてパラオを出港し、2月13日に横須賀到着。
機動部隊からのぞかれ連合艦隊直属航空部隊（第1連隊：瑞鶴、陽炎、霰／第2連隊：翔鶴、秋雲）となり、アメリカ軍機動部隊の東京空襲に備えつつ訓練に従事した。艦載機は館山海軍基地や横須賀飛行場、鈴鹿海軍航空隊等で訓練に従事した。

#### インド洋作戦
3月7日、横須賀を出港して伊勢湾で航空隊を収容、セレベス島スターリング湾へ向かうが、アメリカ軍の機動部隊出現（誤報）により反転。横須賀に入港した後、3月17日に再びセレベス島へ向かう。24日、セレベス島にて第一航空戦隊、第二航空戦隊と合流する。駆逐艦谷風で負傷兵1名が発生するが旗艦・赤城は赤痢患者多発のため受け入れを拒否し、結局、瑞鶴で手術を行った。26日に出港、インド洋に進出してイギリス東洋艦隊との戦闘に備えた。

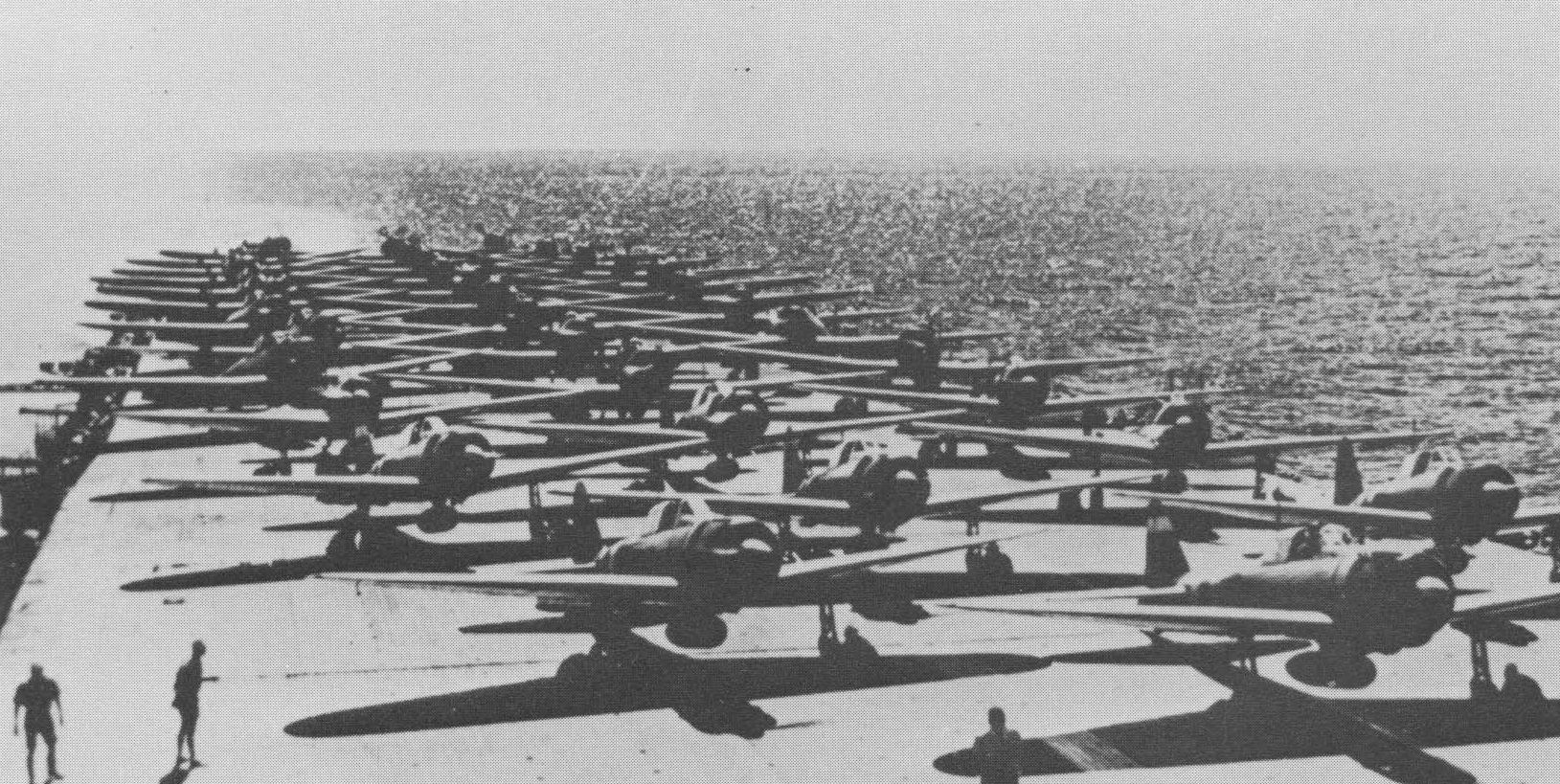
1942（昭和17）年、インド洋において出撃準備中の瑞鶴艦載機。手前が零戦二一型で後方が九九式艦爆一一型である。

4月上旬、セイロン沖海戦に参加。瑞鶴攻撃隊は英空母「ハーミーズ」、オーストラリア海軍駆逐艦「ヴァンパイア」、コルベット「ホリホック」、タンカー2隻を共同で撃沈した。
第五航空戦隊は4月14日にシンガポール沖で他の空母と別れ、駆逐艦3隻（秋雲、萩風、舞風）とともに台湾の馬公市に向かった。馬公には4月18日に到着、正式に第27駆逐隊（時雨、白露、有明、夕暮）が五航戦の指揮下に入った。同日、アメリカ軍機動部隊（空母エンタープライズ、ホーネット基幹）は日本本土初空襲（ドーリットル空襲）を敢行する。五航戦は補給を実施後の19日に出港、硫黄島方面に出動する。アメリカ軍機動部隊を捜索したが会敵できず、25日になってトラック泊地に入港した。27日、第五戦隊部隊（妙高、羽黒、潮、曙）がトラック泊地に到着、機動部隊の戦力が揃った。機動部隊指揮官は第五戦隊司令官高木武雄少将（先任）で、五航戦司令官原忠一少将は第五戦隊の指揮下という立場である。しかし高木・原少将は協議の結果、航空戦に関しては五航戦が主導する旨を確認している。

### 第二段作戦

#### 珊瑚海海戦
1942年（昭和17年）5月、第五航空戦隊は機動部隊から分離し、MO機動部隊に編入されポートモレスビー攻略作戦（MO作戦）の支援に当たった。当時、アメリカ軍機動部隊は南方にて活発な行動を行っており、軽空母1隻（祥鳳）の護衛では限界があった。南洋部隊指揮官井上成美中将（第四艦隊司令長官）は増援の空母配備を希望した。連合艦隊は加賀の投入を予定していたが、加賀はパラオ寄港時の座礁（艦底損傷）修理のため4月中の派遣は困難だった。作戦実施時期を5月上旬に延期したため投入可能となったが、要求される任務（モレスビー周辺飛行場制圧、輸送船団護衛、敵機動部隊警戒・撃滅）が多すぎるため加賀でも兵力不足と判定された。南洋部隊は第二航空戦隊（蒼龍、飛龍）の派遣を希望したが、連合艦隊は第五航空戦隊の練度向上を企図し、五航戦（瑞鶴、翔鶴）、第五戦隊（妙高、羽黒）、第7駆逐隊（潮、曙）、第27駆逐隊の南洋部隊編入を発令した。こうして瑞鶴はポートモレスビー作戦にともなう珊瑚海海戦に参加することになった。作戦開始時の五航戦搭載機は、瑞鶴計63機（艦戦20、艦爆22、艦攻21）、翔鶴54機（艦戦17、艦爆21、艦攻16）、2隻合計117機だった。
5月1日、MO機動部隊はトラックを出撃、ソロモン海へ進出した。出撃直後、対潜哨戒に投入した艦爆1・艦攻2が悪天候のため母艦に戻れず、回収できないまま作戦を続けた。MO作戦に従事する前にラバウルへ零戦9機を空輸するよう下令されていたが、悪天候のため空輸を実施できず、たびたび予定を変更している。この間、フロリダ諸島を占領したツラギ攻略部隊は米空母ヨークタウンの艦載機に襲撃され、駆逐艦菊月等を撃沈されている。
5月上旬、MO機動部隊はアメリカ海軍第17任務部隊と交戦した。5月6日夜、MO機動部隊は一旦速度を10ノットとして北上を開始。5月7日、MO機動部隊艦載機が、米空母と誤認された給油艦「ネオショー」と駆逐艦「シムス」を撃沈した。この攻撃で瑞鶴艦爆1機が被弾してネオショーに自爆攻撃を敢行した。
一方、MO主隊（青葉、加古、衣笠、古鷹、祥鳳、漣）も第17任務部隊艦載機の空襲を受け、祥鳳沈没という被害を受けた。またMO機動部隊の薄暮攻撃もアメリカ軍機による迎撃を受けて艦爆12機中1機（瑞鶴1）、艦攻15機中8機（瑞鶴5、翔鶴3）を喪失、他にも被弾機を出して失敗した。翌日の使用可能機数は瑞鶴45機（艦戦19、艦爆14、艦攻12）、翔鶴51機（艦戦18、艦爆19、艦攻14）となる。度重なる失敗に原忠一司令官は「海軍をやめたい」とまで漏らした。またMO主隊より第六戦隊第2小隊（衣笠、古鷹）がMO機動部隊に合流、駆逐艦有明を不時着機救助に派遣したため、その戦力は空母2隻（瑞鶴、翔鶴）、重巡4隻（妙高、羽黒、衣笠、古鷹）、駆逐艦5隻（時雨、白露、夕暮、曙、潮）となった。
5月8日、翔鶴の飛行隊長高橋赫一少佐が指揮するMO機動部隊艦載機69機（瑞鶴31機《艦戦9、艦爆14、艦攻8》、翔鶴38機《艦戦9、艦爆19、艦攻10》）は第17任務部隊を攻撃する。翔鶴隊は空母「レキシントン」を攻撃して同艦を自沈に追い込んだ。瑞鶴攻撃隊は「ヨークタウン」を中破させたが、魚雷を命中させられず決定的戦果をあげられなかった。対する第17任務部隊艦載機はスコールの下にあった瑞鶴を発見できず、翔鶴に集中攻撃を加えた。爆弾3発の命中により翔鶴は大破炎上した。瑞鶴は損害こそ受けなかったものの、多数の艦載機と搭乗員を失い、随伴駆逐艦の燃料も不足、また敵空母2隻を撃沈したと錯覚したため（ヨークタウン型三弾以上命中撃沈確実）、米機動部隊追撃を諦めて北上した。同日夕刻の報告によると、瑞鶴の使用可能機（翔鶴収容機含む）は艦戦24、艦爆9、艦攻6、翌日修理完了予定（艦戦1、艦爆8、艦攻8）だったという。
祥鳳が沈没し、翔鶴も大破して瑞鶴の航空隊までも消耗という経緯を受けて井上司令長官はポートモレスビー攻略の延期を決定した。連合艦隊（司令長官山本五十六大将）は「此ノ際極力残敵ノ殲滅ニ努ムベシ」と発令して南洋部隊を叱責する。南洋部隊は麾下部隊に南下および索敵攻撃を命じるが、航空機の消耗に加えて燃料不足が行動を制約する。翔鶴は駆逐艦と共に内地へ回航された。瑞鶴は東邦丸から燃料補給を行った後、索敵を実施する。だが漂流するネオショーを発見したのみで、アメリカ軍機動部隊（ヨークタウン等）は逃走した後だった。5月10日、連合艦隊はポートモレスビー作戦の延期を発令。MO機動部隊はミッドウェー作戦準備のため、南洋部隊から除かれる旨を通知した。
5月13日、MO攻略部隊の編成は解かれ、南洋部隊はナウル・オーシャン攻略部隊作戦を実施することになる。同日、瑞鶴は戦闘機隊のラバウル空輸を実施。第五戦隊と分離し、第7駆逐隊と共にトラック泊地へ向かう。同泊地を経由して内地への航海中、洋上で珊瑚海海戦における戦死者35名の葬儀を行う。5月21日、内地に到着した。翔鶴運用長の福地周夫中佐は、「運よくスコールに隠れた瑞鶴は無傷で、被害は翔鶴に集中し、瑞鶴はまことに幸運艦でした…と山本長官に報告したら、長官は瑞鶴の幸運を喜んだだろうか」と述べている。
6月5日、横川大佐（瑞鶴艦長）は筑波海軍航空隊司令官へ転任。同時に、同航空隊司令官野元為輝大佐は、瑞鶴二代目艦長に任命された。同日、日本軍はミッドウェー海戦で大敗し、主力空母4隻（赤城、加賀、蒼龍、飛龍）を一挙に失った。第五航空戦隊（瑞鶴、翔鶴）はMO作戦後はミッドウェー作戦に参加予定であったが、珊瑚海海戦の被害により不参加となった。1942年5月14日に五航戦から珊瑚海海戦の戦死者の報告があり、その損害があまりにも大きかったので、翔鶴と瑞鶴の両艦とも到底次期作戦に使えないことが判明した。一航艦司令部（赤城）航空参謀源田実中佐は、集中という兵術の原則に反していると感じ、作戦前に第五航空戦隊（瑞鶴、翔鶴）が参加できるまで待ってでもミッドウェーに戦力を集中するべきと主張したが、受け入れられなかった。赤城に乗っていた報道員牧島貞一が戦後の著書で、炎上する赤城から脱出する際に源田が「翔鶴と瑞鶴がいてくれたらなあ」と呟いたと記述したが、源田はそれは否定している。日本海軍はアメリカ軍機動部隊がアリューシャン列島より来襲すると予期し、北方への戦力集結を開始する。
6月14日、瑞鶴と駆逐艦浦風は北方部隊編入を命じられた。駆逐艦2隻（秋月、朧）に護衛され柱島を出港、4隻（瑞鶴、浦風、秋月、朧）は大湊へ向った。23日着。アリューシャン攻略部隊の支援として北太平洋方面に進出。当時の軍隊区分（指揮官細萱戊子郎第五艦隊司令長官）における第二機動部隊（指揮官角田覚治第四航空戦隊司令官）は、第一空襲部隊（龍驤、隼鷹、高雄、潮、曙、漣、浦風、東邦丸）、第二空襲部隊（瑞鶴、瑞鳳、摩耶、嵐、野分、萩風、舞風、富士山丸）という戦力だった。各部隊は米艦隊出現に備えて北方海面に進出したが（隼鷹は機関故障で不参加）、特に戦闘は起きず、7月7日に配備撤収命令が出た。北方での哨戒行動は、完全な空振りに終わった。
7月13日、瑞鶴は呉へ帰港し、整備・補修を行った。7月14日、第五航空戦隊は解隊され、司令官原忠一少将は第八戦隊（利根、筑摩）司令官に転任した。また同日附で空母3隻（翔鶴、瑞鶴、瑞鳳）は第一航空戦隊を再編成、同時に第三艦隊（司令長官南雲忠一中将、参謀長草鹿龍之介少将）に編入。再建された日本海軍機動部隊の主力空母となった。瑞鶴飛行隊長には源田実中佐が任命されている(10月8日附で第十一航空艦隊臨時参謀に異動)。またミッドウェー海戦の戦訓から、搭載機の編制も艦戦27、艦爆27、艦攻18に改められ、艦首・艦尾に25mm機銃の銃座を設置した。第三艦隊司令長官の南雲中将は、修理を終えレーダーを装備した翔鶴に将旗を掲げた。

#### 第二次ソロモン海戦
1942年（昭和17年）8月7日、アメリカ軍はガダルカナル島とフロリダ諸島に上陸してガダルカナル島の戦いがはじまった。瑞鳳出撃準備が間に合わないため、第二航空戦隊（飛鷹、隼鷹、龍驤）より龍驤を第一航空戦隊に臨時編入し、空母3隻（翔鶴、瑞鶴、龍驤）を基幹として南東方面へ進出する。24日、アメリカ海軍の第61任務部隊と交戦した（第二次ソロモン海戦）。翔鶴・瑞鶴より発進した第一次攻撃隊37機（指揮官関衛翔鶴飛行隊長：翔鶴《艦戦4、艦爆18》、瑞鶴《艦戦6、艦爆9》）は翔鶴隊がエンタープライズを、瑞鶴隊がサラトガを攻撃した。零戦3と艦爆17機を喪失、零戦3と艦爆1機が不時着するという被害だった。第二次攻撃隊36機（指揮官高橋定瑞鶴飛行隊長：翔鶴《艦戦3、艦爆9》、瑞鶴《艦戦6、艦爆18》）はアメリカ軍機動部隊を発見できず空振りとなり、艦爆4が行方不明、艦爆1機が不時着した。この戦闘で日本軍は3隻（空母龍驤、駆逐艦睦月、輸送船金龍丸）を喪失、2隻（軽巡神通、水上機母艦千歳）が中破した。アメリカ海軍は空母エンタープライズが損傷したのみで、輸送船団（第二水雷戦隊護衛）のガ島揚陸を阻止して勝利を収めた。瑞鶴は直掩の零戦をアメリカ軍機と間違えて対空戦闘を行ったが、誤射で墜落した機はなかったという。ブカ島に零戦隊を派遣後、9月5日にトラック泊地へ帰投した。15日に出撃し、23日帰投。
10月11日、第一航空戦隊（翔鶴、瑞鶴、瑞鳳）はトラックを出撃し、ソロモン海域へと向かった。10月15日、索敵機が4群からなる船団を発見。そのうち最も近いものに対して翔鶴と瑞鶴は艦攻9機、艦爆21機、零戦8機が攻撃に向かい駆逐艦メレディスを撃沈した。損害は艦爆、艦攻各1機未帰還、艦攻1機不時着水（搭乗員は駆逐艦「磯風」が救助）であった。艦攻9機、艦爆21機からなる第二次攻撃隊は敵を発見できず、本隊からはぐれた艦爆5機のみが輸送艦2隻を攻撃したものの損害は与えられなかった。夜間着艦の際、右に流れながら着艦した機が瑞鶴信号檣と艦橋に接触して海中に転落、乗組員10名が負傷した。

#### 南太平洋海戦
10月25日深夜、第三艦隊はソロモン諸島へ向け南下中、アメリカ軍哨戒機に爆撃されて瑞鶴前方150m程に至近弾となった。報告を受けた第三艦隊司令部は対応を協議、アメリカ軍に位置を発見されたと判断して一時北方へ反転する。この行動が、日本側にとって僥倖となった。
10月26日、日本艦隊は再度米機動部隊（空母エンタープライズ、ホーネット基幹）と交戦する。日本艦隊は、南雲中将直率の機動部隊本隊（第一航空戦隊《翔鶴、瑞鶴、瑞鳳》、重巡《熊野》、第4駆逐隊《嵐、舞風》、第16駆逐隊《雪風、初風、天津風、時津風》、第17駆逐隊《浜風》、第61駆逐隊《照月》）、第十一戦隊司令官阿部弘毅少将（戦艦比叡座乗）指揮下の機動部隊前衛、第二艦隊司令長官近藤信竹中将（重巡愛宕座乗）指揮下の前進艦隊（第二航空戦隊角田覚治少将、空母隼鷹を含む）に分離していた。日本側は空母ホーネット (USS Hornet, CV-8)と駆逐艦ポーター(USS Porter, DD-356)を撃沈、空母エンタープライズを中破、戦艦サウスダコタ (USS South Dakota, BB-57)、防空巡洋艦サンフアン(USS San Juan, CL-54)、駆逐艦スミス（USS Smith，DD–378）に損傷を与えた。一方、アメリカ側は空母翔鶴と重巡筑摩を大破、空母瑞鳳を中破させた。
なお、第一次攻撃隊発進時に瑞鶴攻撃隊の発艦が遅れた件について瑞鶴の野元艦長は、「レーダーを持っている翔鶴から矢の催促がきたが、瑞鶴は(レーダーが)ないのでのんびりやることにした」と回想している。瑞鶴は航空隊発進のため風上へ向かい翔鶴と2万メートル近く離れ、このためアメリカ軍攻撃隊は再び翔鶴に集中攻撃を加えた。大破した翔鶴は航空隊発進・収容が不可能となり旗艦としての通信能力も喪失、そこで一時的に野元瑞鶴艦長が航空戦の指揮をとることになった。のちに南雲中将や草鹿少将など第三艦隊司令部は翔鶴から駆逐艦嵐（第4駆逐隊司令有賀幸作大佐）へ移動し、さらに同艦から瑞鶴に移乗して将旗を掲げた。また本艦に損傷はなかったものの、艦載機の消耗は甚大であった。10月30日、トラック泊地帰投。戦死者の葬儀を行うが、輸送船に救助されていた瑞鶴飛行隊長高橋定大尉は葬儀開始1時間前に母艦（瑞鶴）へ帰還している。
11月4日、瑞鶴は第五戦隊（妙高）、第16駆逐隊（初風、時津風）と共に内地へ帰投するよう命じられる。9日、瑞鶴隊（瑞鶴、初風）は豊後水道にて佐世保へ向かう妙高隊（妙高、時津風）と分離、呉に到着した。このため11月中旬の第三次ソロモン海戦には参加していない。後日、翔鶴と瑞鶴は三回目の感状を授与された。
11月11日、第三艦隊司令長官は南雲中将から小沢治三郎中将に交代した。同艦隊参謀長も23日附で草鹿少将から山田定義少将に交代している。

### 1943年
呉到着後、瑞鶴は瀬戸内海で消耗した航空隊の再編や天山艦上攻撃機の発着艦試験を行った。12月12日、トラック島への輸送任務に投入された空母「龍鳳」が横須賀出港直後にアメリカ潜水艦「ドラム」に雷撃され、引き返した。このため「瑞鶴」が「龍鳳」輸送物件（陸軍飛行第45戦隊の九九式双発軽爆）を輸送することとなった。機材と関係者を乗せて駆逐艦「秋月」、「初風」、「時津風」と共に12月31日に横須賀を出発。1943年（昭和18年）1月4日トラック着。
1月7日、戦艦「陸奥」、空母「瑞鶴」、重巡洋艦「鈴谷」、駆逐艦「有明」、「夕暮」、「磯波」、「電」、「天霧」、「朝潮」はトラック泊地を出発。この航海では、陸奥の為に艦隊速力を16ノットに落とさざるを得ず、瑞鶴の乗組員は不安になったという。瑞鶴隊（瑞鶴、鈴谷、天霧、夕暮、有明）は呉へ向かい、12日大分、14日呉着。
1943年（昭和18年）1月18日、戦艦「武蔵」、空母「瑞鶴」、「瑞鳳」、軽巡洋艦「神通」、駆逐艦「夕雲」、「秋雲」、「巻雲」、「風雲」、「雪風」は呉を出発した。22-23日トラック着、ガダルカナル島からの撤退（ケ号作戦）を支援するため、1月下旬に基地要員を駆逐艦「秋雲」と「巻雲」に乗せて派遣し、続いて航空隊を進出させた。1月27日、駆逐艦「陽炎」が「瑞鶴」不時着機救助のために出動した。2月10日、基地員の大部分は駆逐艦「谷風」と「浦風」に分乗し、トラック泊地の「瑞鶴」へと戻った。

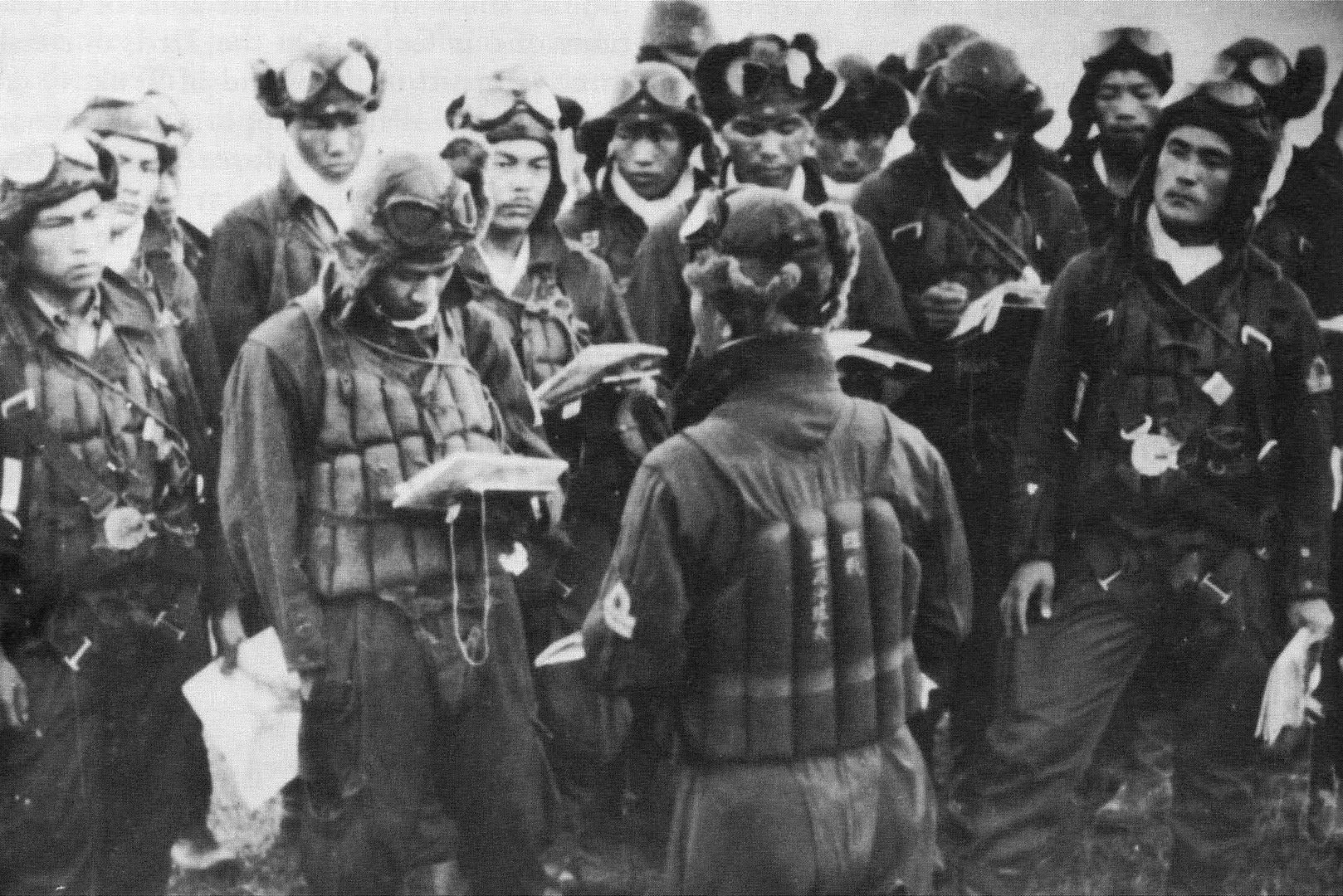
ブインからサボ海峡を航行する空母を始めとする連合軍艦隊への出撃に向かう「瑞鶴」の航空隊（1943年4月7日）。

4月上旬のい号作戦で母艦飛行隊の損害は総計17%となり、ハワイ作戦時の2倍程度になった。小沢長官は山本五十六連合艦隊司令長官に、母艦航空隊を陸上航空戦に投入しないよう申し入れたが、却下されている。第一航空戦隊は機材と搭乗員の一部を第二航空戦隊（隼鷹、飛鷹）に移載し、整備・修理のため内地帰投が決まる。
5月3日、第一航空戦隊（瑞鶴、瑞鳳）は軽巡洋艦「阿賀野」、駆逐艦「雪風」、「夕雲」、「秋雲」に護衛されてトラック泊地を出発。瑞鶴隊は5月8日呉到着。瑞鳳隊（瑞鳳、嵐、漣）は佐世保に回航された。

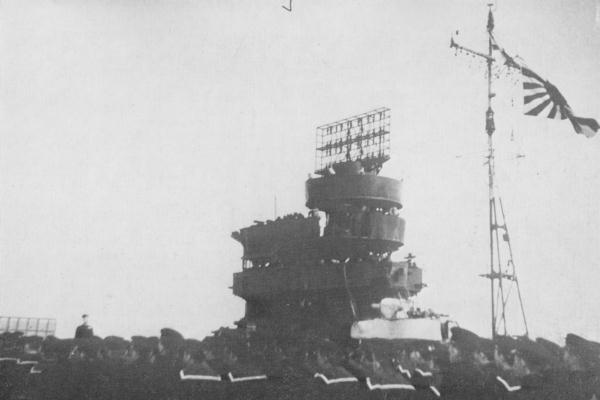
艦橋と21号電探。(この写真は、同型艦の翔鶴のもの)

この時期に瑞鶴は21号電探を装備、艦橋周辺などに機銃を追加した。アメリカ軍のアッツ島来攻（アッツ島の戦い）に伴い、連合艦隊水上部隊主力は東京湾に集結し、北方作戦に備える。
5月18日、修理を終えた翔鶴と共に呉を出発。5月21日、機動部隊（空母3隻《翔鶴、瑞鶴、瑞鳳》、巡洋艦5隻《熊野、鈴谷、最上、大淀、阿賀野》、駆逐艦3隻《浜風、嵐、雪風》）は横須賀に到着した。だが翔鶴状況は「四月末人員整備個艦教育ヲ漸ク終了」、瑞鶴の状況は「人員補充漸ク終ッタバカリ、大兵力ヲ以テルス演練不足」であり、連合艦隊司令部としても作戦に自信を持てなかったという。
5月29日（報告30日）、アッツ島守備隊（指揮官山崎保代陸軍大佐）は玉砕。有力な米水上部隊の不在、燃料不足、守備隊玉砕という観点より、機動部隊の北方作戦参加は中止。各艦・各部隊は横須賀を経由して内海西部へ回航された。
第一航空戦隊（瑞鶴、翔鶴、瑞鳳）と巡洋艦2隻（最上、大淀）は秋月型駆逐艦3隻（涼月、初月、新月）および第27駆逐隊（時雨、有明、夕暮）に護衛されて内海西部に移動した。
6月20日、瑞鶴艦長は菊池朝三大佐に交代。
6月30日、アメリカ軍がレンドバ島に来攻。機動部隊はトラック進出となった。これは兵力増強によりレンドバ島奪還を図ろうというものであったが、戦況から結局奪還作戦は実施に至らなかった。「瑞鶴」、「翔鶴」、重巡洋艦「利根」、「筑摩」、「最上」などは7月10日に内海西部を出発し、7月15日にトラックに着いた。
1943年（昭和18年）9月17日、他の艦艇と共に訓練のため、トラック島を出港した。18日、アメリカ機動部隊がギルバート諸島タラワ、マキンを空襲したため、瑞鶴以下の日本艦隊はこのアメリカ艦隊攻撃に向かったが会敵できず、23日にトラック島に帰投した。10月5日、6日今度はウェーク島を米機動部隊が空襲した。17日、日本艦隊（大和、長門、翔鶴、瑞鶴、瑞鳳）等はトラック島を出撃したがこの時も会敵できずに終わった。この結果、艦隊用の燃料を大量に消費し、以後の作戦に支障を来す事態となってしまった。
1943年11月1日、アメリカ軍がブーゲンビル島トロキナ岬付近に上陸、さらにショートランド泊地周辺を砲撃し、日本の基地航空部隊がこれを迎撃した。同日、小沢長官の第一航空戦隊（翔鶴、瑞鶴、瑞鳳）の飛行機隊は艦攻の約半数を除いてラバウルに進出し、基地航空部隊と協同してろ号作戦を実施することに決めた。ろ号作戦で第一航空戦隊は進出させた戦力の約7割の航空機と約5割の搭乗員を失い、特に士官搭乗員の損害が大きく、空母部隊の再建が困難になると予想され、連合艦隊長官古賀峯一大将は11月12日に一航戦のトラック復帰を命じた。
1943年12月7日、第三艦隊参謀長は山田少将から古村啓蔵大佐（戦艦武蔵」艦長）に交代した。同日、呉回航部隊（筑摩、瑞鶴、涼月、初月）はトラック泊地を出発、12日に呉へ到着した。
12月18日、瑞鶴の艦長は菊池大佐から空母鳳翔艦長貝塚武男大佐に交代した。菊池大佐は12月23日附で装甲空母大鳳艤装員長に任命された。

### 1944年

#### マリアナ沖海戦
1944年（昭和19年）2月15日、空地分離の方針により第六〇一海軍航空隊（司令入佐俊家中佐）が編制され、瑞鶴飛行隊は母艦の指揮下を離れた。
3月1日、日本海軍は第一機動艦隊（司令長官小沢治三郎中将《第三艦隊司令長官兼務》、参謀長古村啓蔵少将）を編成、第一航空戦隊は空母3隻（大鳳、翔鶴、瑞鶴）となり、シンガポール方面に進出して訓練を行った。同時期、瑞鶴三代目艦長の菊池大佐は、3月7日より大鳳初代艦長となっている。また大鳳砲術長、大鳳副長とも瑞鶴からの転勤者であった。大鳳は3月10日に第一航空戦隊へ編入され、4月5日にシンガポールへ到着、4月15日より第一機動艦隊旗艦となった。
一方、この時期の瑞鶴には航空機の緊急投棄のため煙突の上に鉄板が張られた他、後部航空機格納庫の壁が切り取られ、艦尾の短艇甲板に天山艦上攻撃機3機を搭載可能となっていたという。またミッドウェー海戦の戦訓から艦載機への燃料補給と爆弾・魚雷装着は飛行甲板で行うようになったが、給油パイプは飛行甲板まで延長できたものの揚爆弾筒は格納庫までしか延ばせず、最後はエレベーターで爆弾や魚雷を飛行甲板まで揚げる必要があった。4月下旬、シンガポールで推進軸受の修理を実施。5月、あ号作戦準備のためタウイタウイを経てギマラスに移動し、6月下旬のマリアナ沖海戦に参加する。
6月19日、小沢機動部隊はアメリカ機動部隊を攻撃し、瑞鶴も同日朝には40機（零戦16機、彗星15機、天山9機）の攻撃隊を発艦させたが、味方部隊の誤射による混乱やアウトレンジ戦法の失敗により帰還できたのは12機（零戦5機、彗星4機、天山3機）という大損害を受けた。また、小沢機動部隊甲部隊（第一航空戦隊《大鳳、翔鶴、瑞鶴》、第五戦隊《羽黒、妙高》、第十戦隊〔旗艦矢矧、霜月、第4駆逐隊《朝雲》、第17駆逐隊《磯風、浦風》、第61駆逐隊《若月、初月、秋月》〕）もアメリカ潜水艦の襲撃を受け、旗艦の大鳳が「アルバコア」、翔鶴が「カヴァラ」の雷撃で撃沈された。大鳳脱出後の小沢治三郎司令長官や古村啓蔵参謀長は駆逐艦若月、重巡羽黒を経由して20日正午頃に瑞鶴に移乗した。
6月20日午後5時25分、薄暮攻撃隊として天山7機が発進（3機未帰還、4機帰投後不時着救助）。直後、100機以上のアメリカ機動部隊艦載機の空襲を受けた。機動部隊は瑞鶴（旗艦）を中心に、第五戦隊（妙高、羽黒）、第十戦隊（矢矧、浦風、磯風、朝雲）、秋月型駆逐艦4隻（初月、若月、秋月、霜月）という輪形陣を組んでアメリカ軍機を迎撃した。

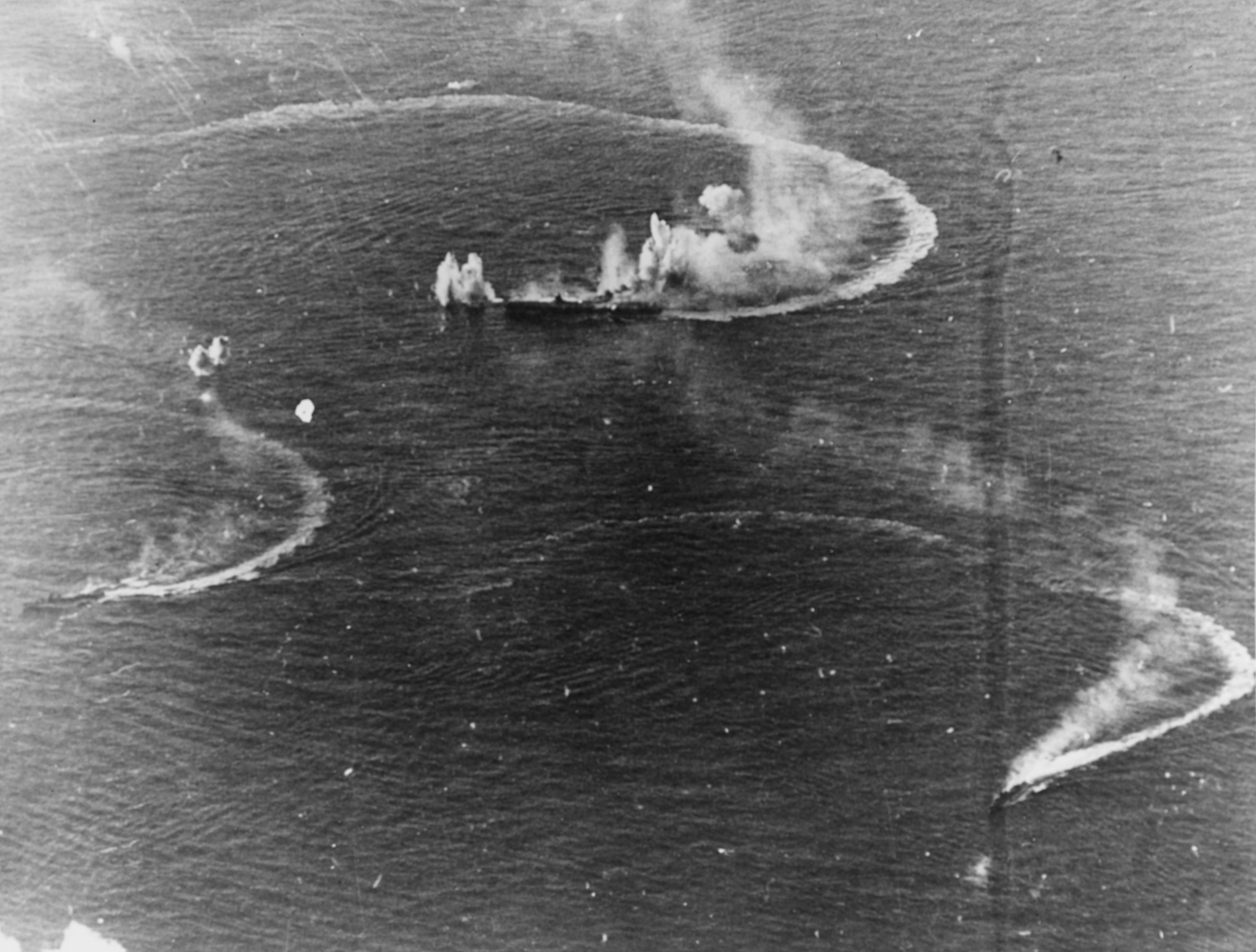
マリアナ沖海戦で防戦中の瑞鶴(中央)と二隻の秋月型駆逐艦。

この攻撃で至近弾6発を受け、さらに瑞鶴艦橋後部の飛行甲板に爆弾1発が命中、小規模な火災が発生した。空襲下では投棄するはずの小型移動式ガソリン車が戦闘中も飛行甲板に放置されており、これに引火したとされる。また格納庫でも火災が発生、消火用の水と至近弾による破孔から浸水により艦内に水が溢れ、総員退艦を囁く乗組員もあったという。本艦は艦橋を小破した状態で日本本土に帰還した。
6月21日、軍令部は陸海軍総力を挙げたサイパン島奪還作戦を立案、小沢機動部隊残存空母は練習航空隊や陸軍機を搭載し、特設航空母艦（大鷹型航空母艦）も含めて7月4日に内地を出発、サイパンに突入する予定となる。連合艦隊参謀の神重徳大佐は、自ら戦艦山城の艦長となってサイパンへ突入すると宣言したほどである。だが日本陸軍の協力が得られず、瑞鶴を含めたサイパン突入作戦は実施されなかった。
1944年（昭和19年）9月23日、瀬戸内海在泊の各艦艇で映画『雷撃隊出動』の撮影が行われ、訓練中の瑞鶴艦上でも撮影が行われた（他にも艦内の撮影で瑞鳳が、敵空母役で鳳翔などが協力している）。

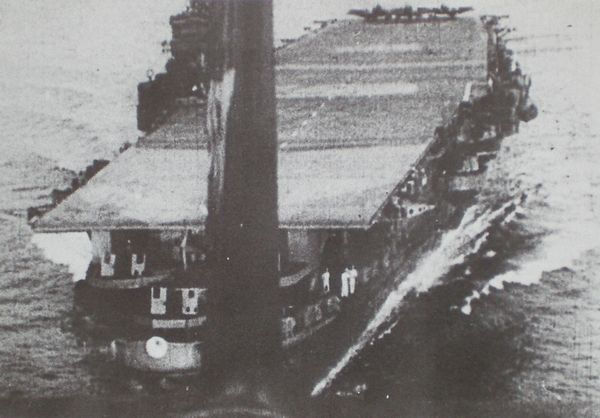
海軍が撮影協力した東宝映画『雷撃隊出動』の一コマ。艦上攻撃機「天山」を発艦させている場面で、マリアナ沖海戦から最期となった比島沖海戦までの間の時期と思われる。

なお、本編中で九七艦攻が発艦する場面、飛行甲板上で待機している零戦や発艦する天山艦攻を艦橋上部から撮影した場面は、天山艦攻の発艦を飛行甲板の左舷寄りや機内から撮影した場面と異なり、船体や飛行甲板に迷彩が施されていない状態であることから、別の時期に撮影した映像を編集したものと考えられる。

#### レイテ沖海戦

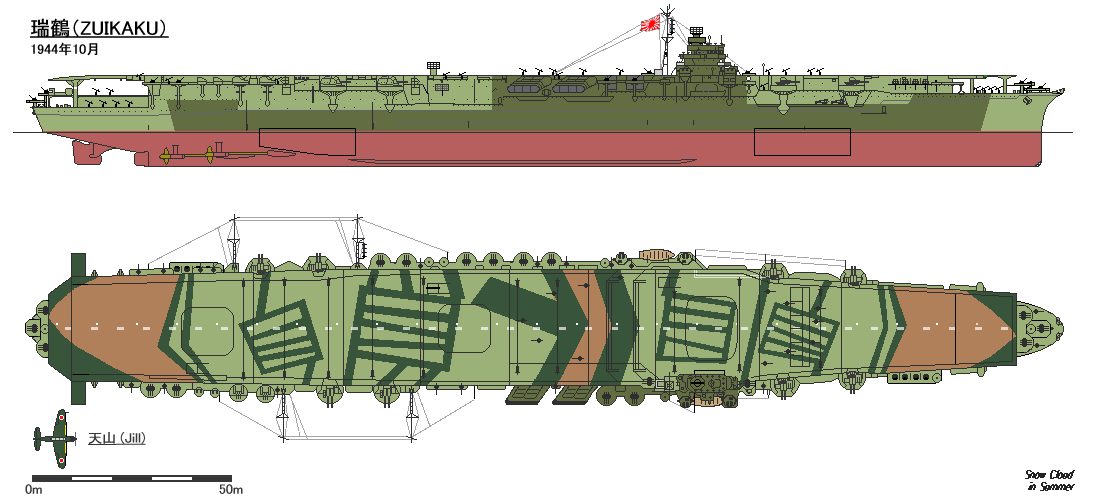
最終時の瑞鶴の迷彩図案

7月14日、瑞鶴は呉工廠に入渠した。第一航空戦隊は空母2隻（瑞鶴、龍鳳）となる。
マリアナ沖海戦での損傷復旧とともに戦訓からガソリンタンクの防御強化や艦内の木製家具を無くすなどの不燃化対策がより徹底され、船体や甲板には空母以外の艦船にみせかけるための迷彩塗装を施した。武装は対空噴進砲（対空ロケットランチャー）8基を新設、このほかにも25mm単装機銃や13号電探、水中聴音器が追加装備された。
8月に出渠後、8月6日に空母雲龍が第一航空戦隊に編入された。8月10日、瑞鶴は第一航空戦隊から第三航空戦隊に編入、三航戦は空母4隻（瑞鶴、瑞鳳、千歳、千代田）となる。第一航空戦隊は雲龍型航空母艦2隻（雲龍、天城）で再編され、小沢司令長官は天城に将旗を掲げた（9月13日より陸上基地）。瑞鶴は僚艦と共に瀬戸内海で訓練に入った。9月には後述する映画撮影にも協力した。
10月10日、アメリカ軍機動部隊が沖縄に出現したため、連合艦隊（司令長官豊田副武大将、参謀長草鹿龍之介中将）は「基地航空部隊捷号作戦警戒」を発令。同日、連合艦隊は内海西部で訓練中の第三航空戦隊・第四航空戦隊の母艦航空隊をとりあげ、陸上基地に配備した。機動部隊首席参謀大前敏一大佐は神重徳連合艦隊参謀と何度も折衝、「連合艦隊は母艦艦隊の出動に期待しない」と明示したため、小沢長官も母艦航空隊の地上基地転用に了承したという。
12日より始まった台湾沖航空戦を経てフィリピン方面の攻防戦に焦点が移る（キングII作戦。「フィリピンの戦い (1944-1945年)」も参照）。その中で連合艦隊は第二艦隊司令長官栗田健男中将指揮下の水上艦部隊をレイテ湾に突入させ、上陸する敵攻略部隊の撃滅を企図した。そして小沢中将直率の第三艦隊（小沢機動部隊）にはアメリカ軍機動部隊を台湾東方海域に誘致して基地航空隊と共にこれを撃滅すると共に、第二艦隊のレイテ突入を容易にする、という任務を命じた。主力となる航空隊を提供していた小沢機動部隊側は、残る601空の中から空母発着艦の経験のある者を中心にかき集め、更に台湾に出動していた653空のうち、機体トラブル等で内地に残留していた者も加わり116機を確保する。このうち瑞鶴は64機(内訳：零式艦上戦闘機28機、同爆装型16機、天山艦攻14機、彗星艦爆7機)を確保した。
10月20日、早朝に伊予灘で航空隊を着艦収容した瑞鶴は小沢治三郎中将が指揮する第一機動艦隊（第三艦隊）の旗艦として本土を離れ、フィリピン北東へ進出した。小沢機動部隊は第三航空戦隊（瑞鶴、瑞鳳、千歳、千代田）、第四航空戦隊（日向、伊勢）、軽巡洋艦3隻（多摩、五十鈴、大淀）、松型駆逐艦4隻（桑、槇、桐、杉）、第61駆逐隊（初月、秋月、若月）、第41駆逐隊（霜月）で編成されていた。各艦の搭載機は合計116機（瑞鶴65機、瑞鳳17機、千歳18機、千代田16機）であったとされる。10月23日、松型2隻（桐、杉）は墜落した瑞鶴所属零式艦上戦闘機救助のため小沢艦隊から分離、燃料不足のため小沢艦隊に復帰せず戦場を離脱した。
10月24日11時15分、瑞鶴から索敵のため飛び立った天山艦攻が敵機動部隊発見の報告をする。小沢はこの部隊を攻撃することにし、11時38分に連合艦隊司令部他関係各部隊に敵機動部隊攻撃を伝達、11時58分、機動部隊本隊の各空母から攻撃隊が出撃する。しかしエンジンの不調などにより出撃取り止めや出撃後引き返した機が続出し、瑞鶴隊は24機（零戦10・爆装零戦11・天山1・彗星2）、瑞鳳・千歳・千代田の隊は33機（零戦20・爆装零戦9・天山4）が出撃し、2隊に分かれて進撃した。瑞鳳らの隊は敵戦闘機約20機と遭遇し交戦、8機を撃墜するが敵艦隊を見つけることができずに周辺のツゲガラオ基地に帰還。天山2機、爆装零戦1機、零戦6機が未帰還となった。
瑞鶴隊も相前後してアメリカ軍機の迎撃を受ける。それでも13時50分に敵艦隊を発見、それは第3群で攻撃隊は空母1隻轟沈、1隻沈没を報じたが、実際は沈没した艦はなく、エセックスやラングレーへの攻撃が至近弾となったものの、戦果はなかった。攻撃隊は天山1機、爆装零戦5機、零戦2機を失い友軍飛行場に退避した。小沢機動部隊に帰還した機も3機であった。また故障で零戦6機、爆装零戦5機が着艦した。小沢機動部隊の航空戦力は29機（零戦19/うち直掩可能14機、戦爆5、天山4、彗星1）に減少した。
一方、アメリカ軍第38任務部隊のウィリアム・ハルゼー・ジュニア司令官は軽空母プリンストンの喪失を小沢機動部隊艦載機による攻撃と判断（実際は基地航空隊彗星の戦果）、小沢機動部隊を壊滅させるべく北上を開始した。栗田艦隊は24日の第38任務部隊による空襲で数隻に損害を受けたが（戦艦武蔵が沈没、重巡妙高が被雷で離脱、駆逐艦2隻《浜風、清霜》被弾離脱）、他艦の損害は軽微（大和、長門、利根、矢矧が損傷）であった。だがハルゼー司令官は、栗田艦隊は大打撃を受けて無力化したと誤判断、「本命」である日本空母を決戦の相手に選んだのである。
25日対空戦闘時の小沢機動部隊は第三航空戦隊の空母4隻（瑞鶴、瑞鳳、千歳、千代田）、第四航空戦隊の航空戦艦2隻（伊勢、日向）、軽巡洋艦3隻（多摩、五十鈴、大淀）、駆逐艦6隻（初月、秋月、若月、霜月、槇、桑）で編制され、さらに第一群（瑞鶴、瑞鳳、伊勢、大淀、多摩、初月、秋月、若月、桑）と、第二群（千歳、千代田、日向、五十鈴、霜月、槇）に分離していた。
瑞鶴零戦9機が発進、直掩となる。また午前6時13分、爆装零戦5機、彗星1機、天山4機が発進した。

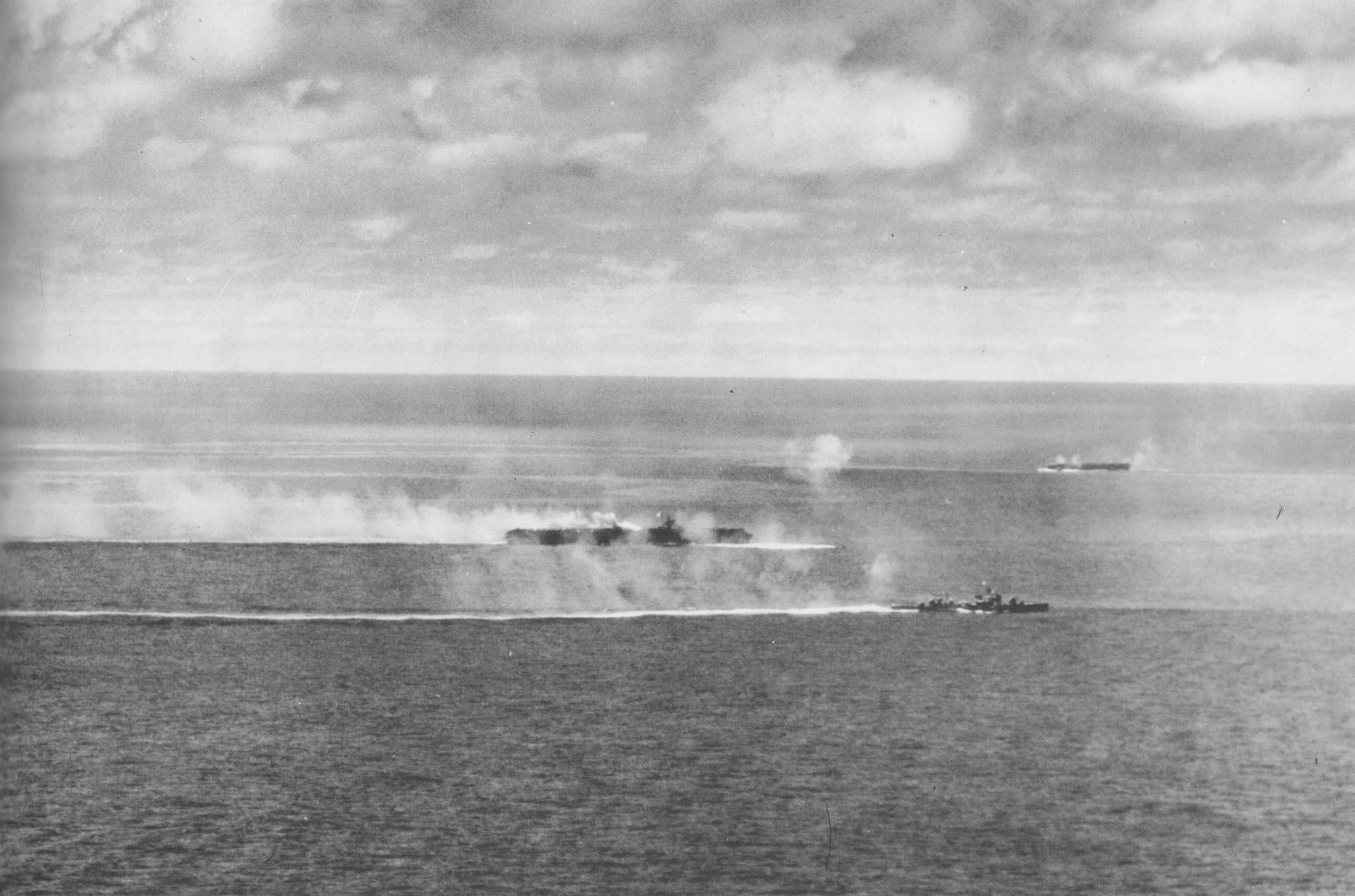
写真は10月25日午前中の第一次攻撃の際のものと思われる。中央が瑞鶴で爆弾の命中により火災が発生している。この日、瑞鶴は午前8時頃の第一次攻撃により魚雷1、爆弾3を受けたが、航行に支障なく、午後の攻撃まで健在であった。手前は若月、右手遠方は瑞鳳と思われる。

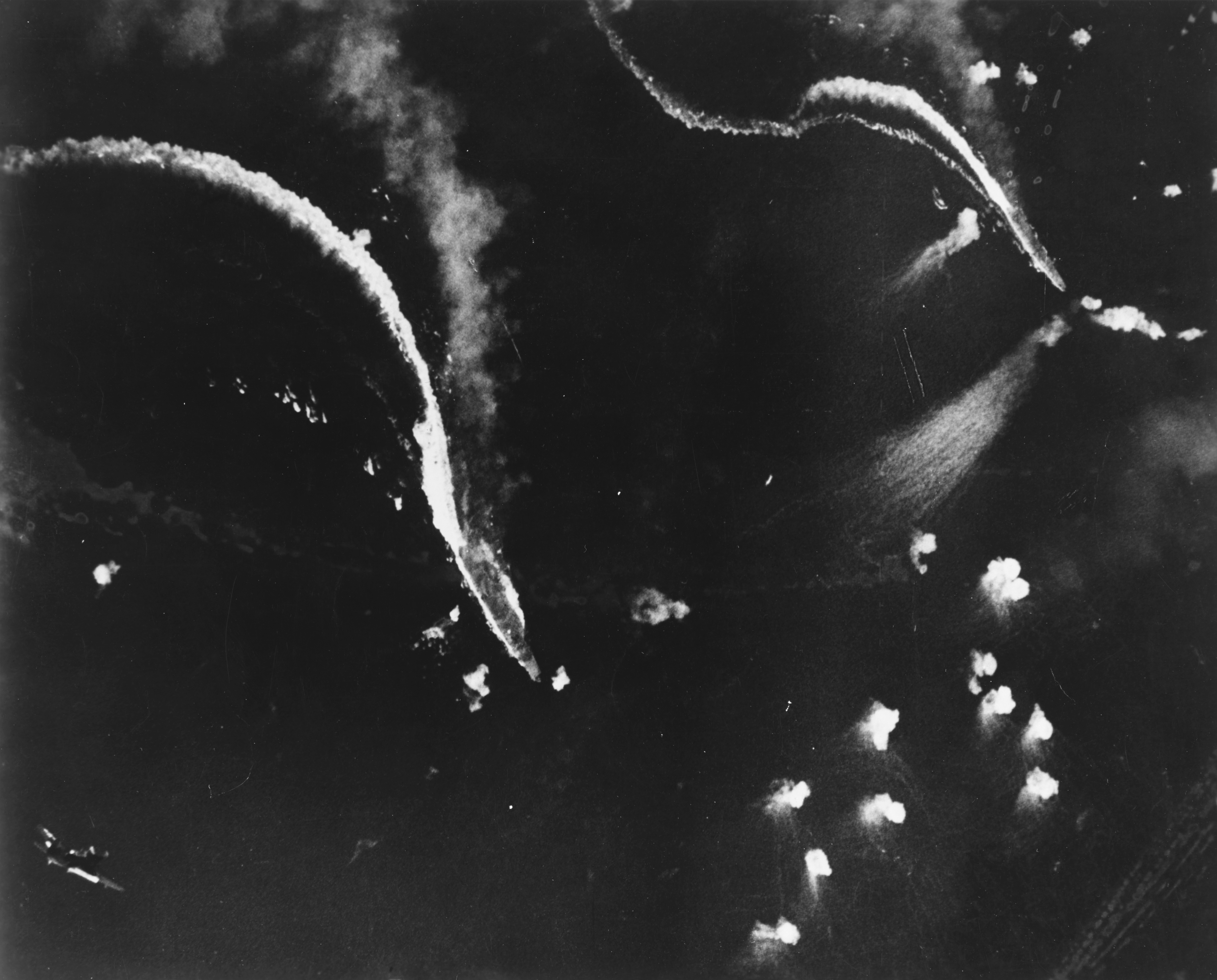
昭和19（1944）年10月25日、エンガノ岬沖海戦で米艦載機の攻撃を受ける瑞鶴。

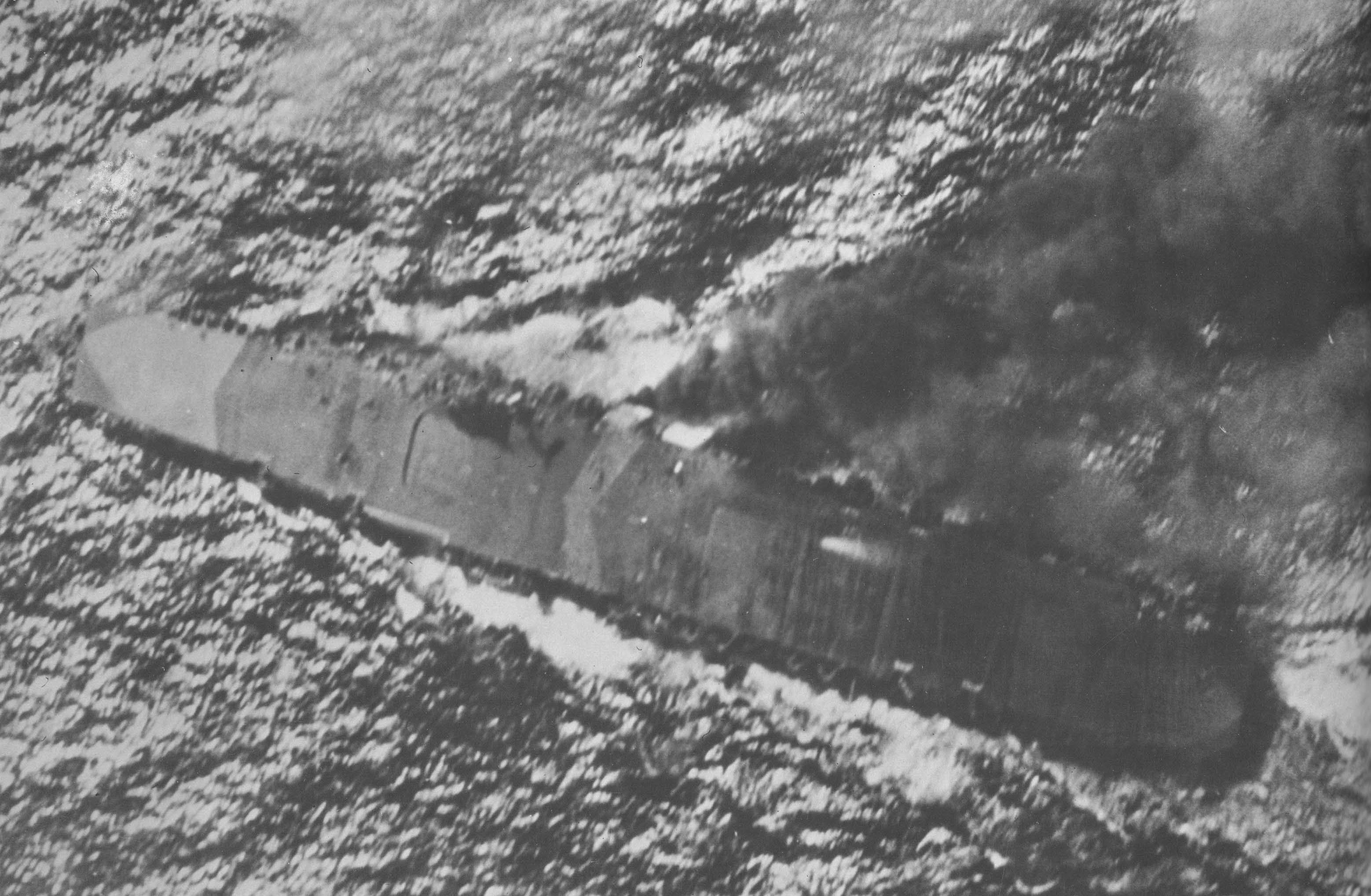
高速で米機の攻撃をかわす瑞鶴―第一次攻撃の姿らしく、艦は火災により黒煙を上げているが、飛行甲板の被害はそれ程でもなく、まだかなりの速力を維持している。

午前8時20分からアメリカ軍機約130機による第一波攻撃を受けた。8時35分、瑞鶴の甲板中央部に爆弾1発が命中した。さらに2分後に魚雷一本が瑞鶴の左舷に命中し機械室が浸水、艦載機発着艦不能となった。また送風装置の故障により機関部温度が急上昇して在室不能となり、この結果、右2軸運転となった。艦橋の舵取り装置も故障し、直接操舵となるが、修理により8時45分復旧する。火災も鎮火した。一方で機関部に命中した魚雷により一時電源が遮断され、各部高角砲や対空機銃のモーターが使用不能となり、通信能力も制限されるなど、艦の機能に重大な影響を残し、速力は22ノットまで低下した。また、第一波攻撃で僚艦は次々に被弾し、9時頃に秋月が沈没した。
第二波の攻撃までは約1時間の時間があり、その間も小沢機動部隊は敵機動部隊を北方へ誘致すべく北上を継続した。瑞鶴の艦内では必死の修理が進められたが、左傾斜6度の艦内作業は相当な困難を伴い、また機関部の被害は深刻で完全な復旧は不可能であった。8時48分、送受信不能になり、瑞鶴は大淀に無線代行を依頼した。その後復旧し、友軍全般に宛て敵艦上機と交戦状態に入った事を知らせる「敵艦上機約80機来襲我と交戦中。地点ヘンニ13」(1KdF機密第250815電)が発信されるが、日本海軍の他部隊にはどこにも届かず、囮作戦が成功しつつあることを知る事はできなかった。9時27分、千歳が沈没。9時44分、小沢中将は旗艦施設の整った大淀に旗艦を変更すべく準備を進めさせたが、その前にアメリカ軍の第二波攻撃隊が接近したため、大淀は距離をとった。
第二波の攻撃では、瑞鶴に対しては至近弾のみで被害は少なかった。千代田は被弾して落伍、小沢中将は大淀艦載カッターで瑞鶴を離れ、10時54分に大淀に将旗を移した。11時7分、各部隊に旗艦変更の通達がなされた。この頃、上空直掩機9機が燃料切れで不時着した。1名は大淀に救助され、8名は初月に救助された。しかし、救助できず溺死した複数の搭乗員も大淀から目撃されている。

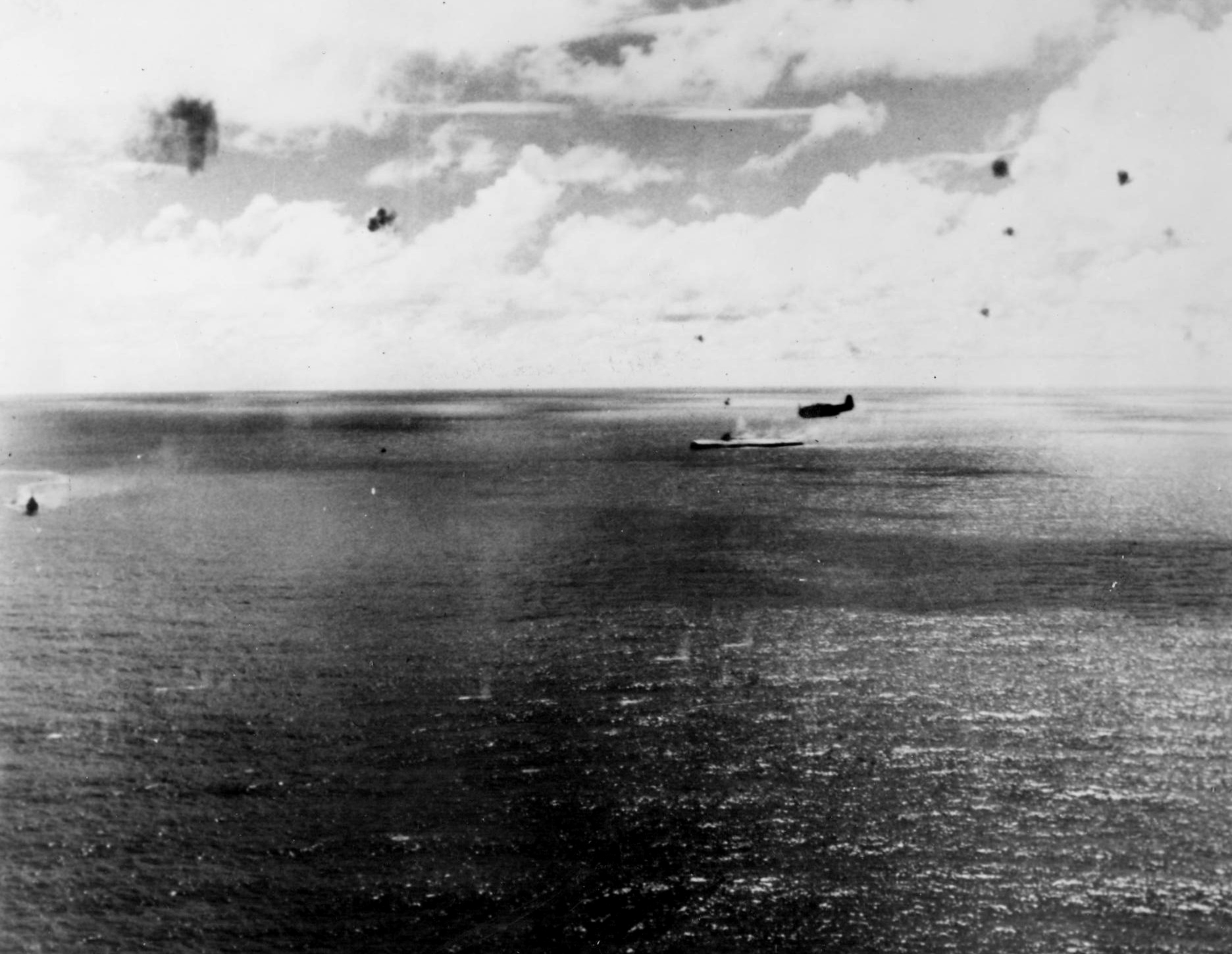
第三次の攻撃を受け左舷に大きく傾いた瑞鶴―7本の魚雷と4発の爆弾を受けた瑞鶴は、午後1時頃には20度近く傾斜し、殆ど機能を失ってしまった。対空砲火の中心は機銃のみとなり、高角砲の弾幕はほとんど無くなっている。左方で戦闘中の艦は若月と思われる。

13時頃から始まった第三波攻撃では、小沢艦隊の他の空母が既に大破・沈没したこともあって、攻撃は瑞鶴に集中した。速力低下を来たしたことが致命傷に繋がり、左舷に4本、右舷2本の魚雷を受けた。また爆弾も5-7発命中し、揮発油タンクなどに引火して火災が発生した。左舷に20度傾斜し、「1325 艦内浸水・火災猛烈 處置ノ手段ナシ」という状態となった。対空火器は爆撃によって破壊されるか、動力を絶たれて使用不能となった。辛うじて残った右舷の高角砲が最期まで射撃を継続していたが、砲身が過加熱して焼けるなどして迎撃継続が困難となり、最終的に傾斜が増して旋回不能になり沈黙した。
13時27分、瑞鶴の貝塚艦長は「総員発着甲板ニアガレ」を下令した。

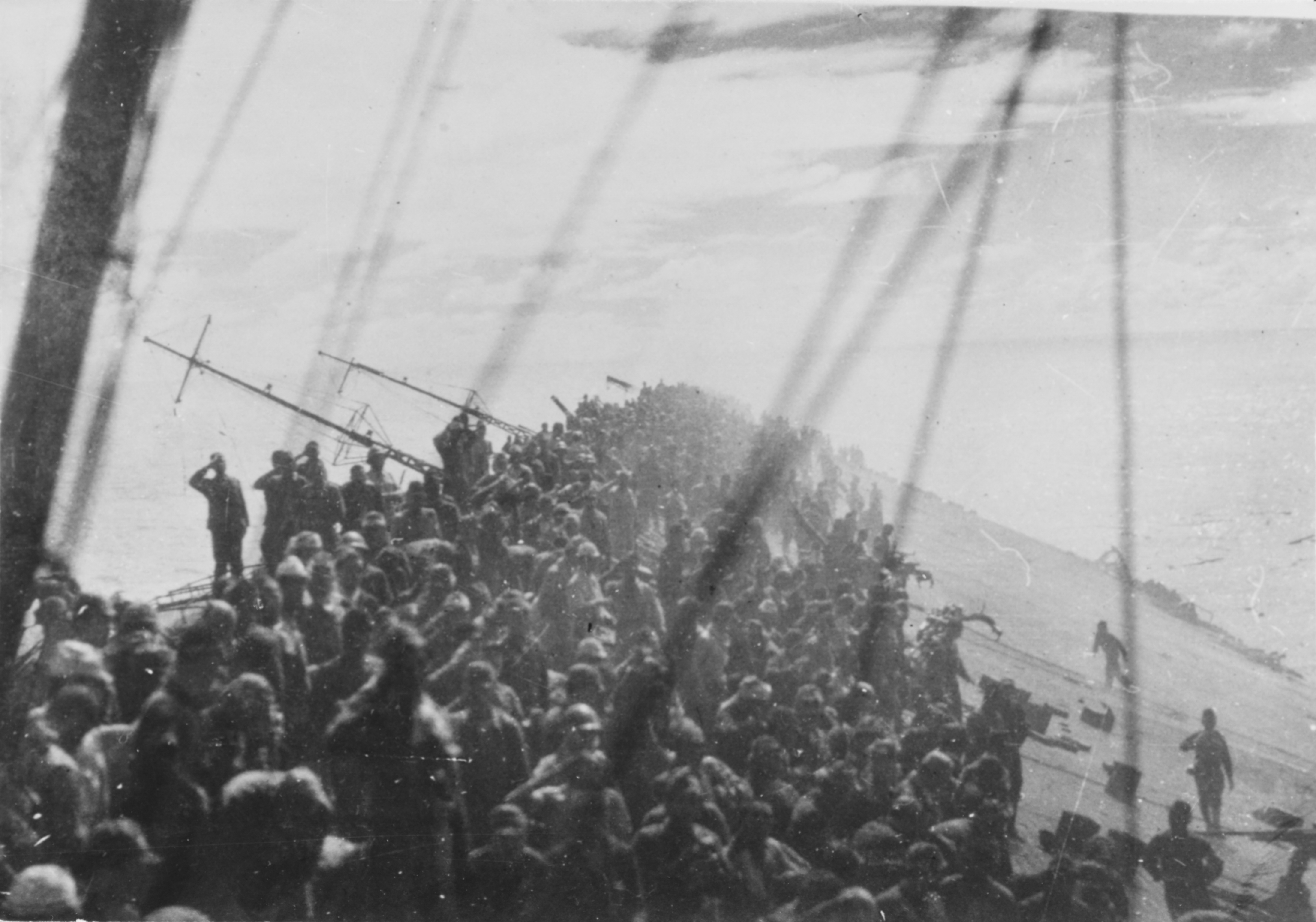
米軍機からの攻撃で被弾し、沈没する寸前の瑞鶴。

13時55-58分頃「軍艦旗降下」に至り、総員退艦が発令された後、傾斜は増していった。瑞鳳は14時7分に「瑞鶴左ニ傾斜発着甲板水際ニ浸」と報告している。直後の14時14分、瑞鶴は直立するように沈没していった。大淀記録（戦闘詳報）14時20分。瑞鶴の沈没時にはアメリカ軍の攻撃は終了しており、総員退艦時に撮影された瑞鶴の飛行甲板での写真は有名である。沈没地点は北緯19度57分、東経126度34分と記録されている。
艦底近くで敵信傍受を担当する特信班員だった近藤恭造は沈没後、駆逐艦若月に救助された。巨艦である瑞鶴が沈む時には大きな渦が発生すると予想されるため、脱出時には200メートル以上泳いで離れるよう指導されていたと回想している。近藤によると、瑞鶴沈没後に大きな海中爆発が2回起き、強い衝撃を感じたという。

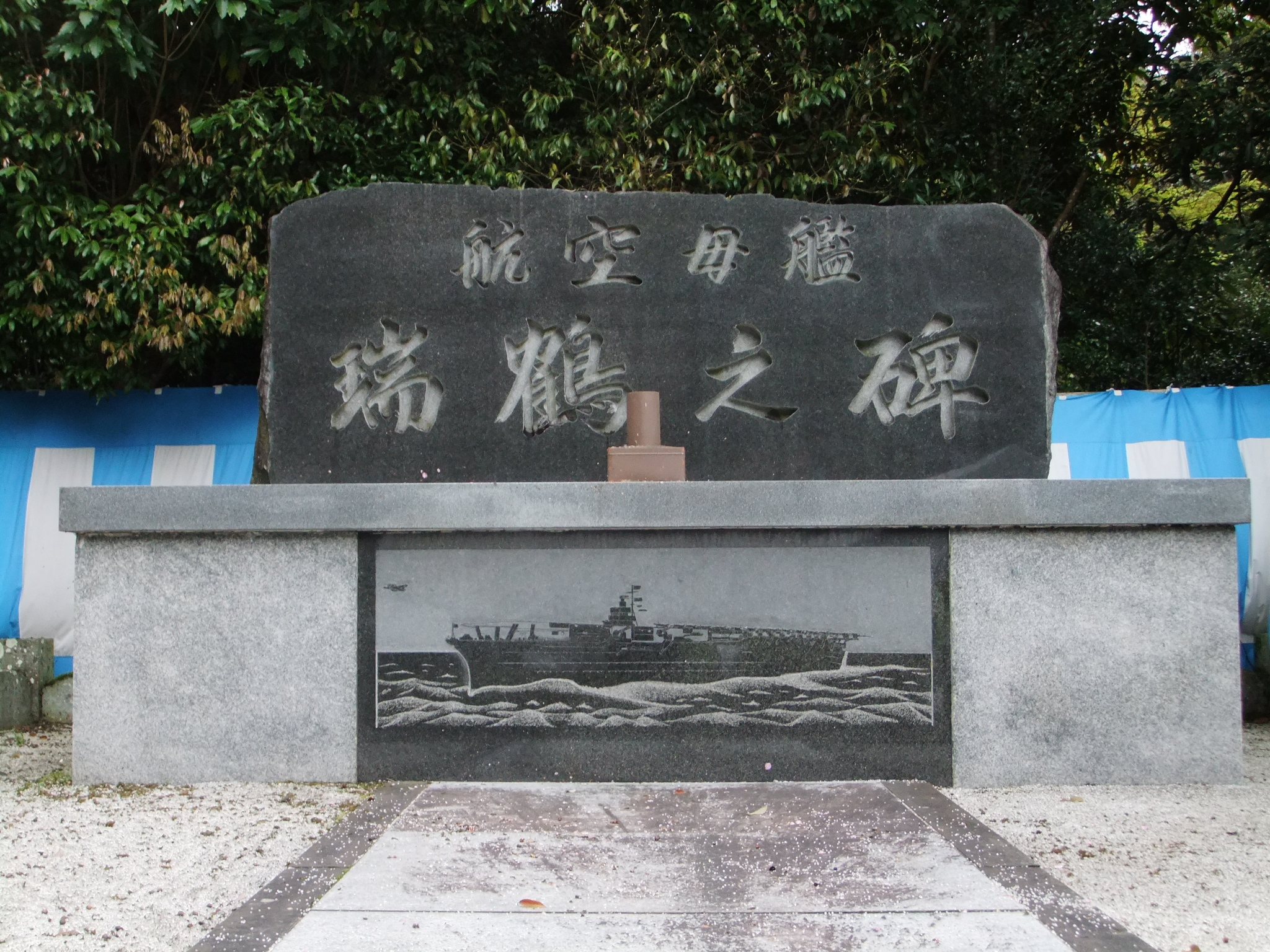
航空母艦瑞鶴之碑

小沢艦隊は瑞鶴の沈没後も空襲を受け、間もなく瑞鳳も沈没した。このため生存者の漂流は長時間に及んだ。最終的に、士官49名、下士官兵794名が戦死した。初月に救助された生存者は、追撃してきた米艦隊に初月が撃沈された際に戦死した。瑞鶴の貝塚艦長は退艦を拒否し、艦長休憩室に入って鍵をかけたという。奈良県橿原市の橿原神宮若桜友苑には「航空母艦瑞鶴之碑」が建立されており、傍らには川崎重工が再現した三角マストのレプリカが立っている。
真珠湾攻撃に参加した日本の空母6隻（赤城、加賀、蒼龍、飛龍、翔鶴、瑞鶴）のうち、最後まで残ったのが瑞鶴である。瑞鶴は正規空母として設計、建造され、機動部隊として作戦に参加できた最後の空母でもあった。瑞鶴喪失を含め空母戦力の大半を失ったことにより、これ以降、空母戦力を組織的に運用、作戦できる隻数、艦載機、乗員の確保が困難になり、事実上日本海軍の機動部隊は壊滅した。次々に沈む各艦を目撃した小沢中将は「これがかつて全世界にその最強を誇った日本海軍の機動部隊の末路かと思うと情けなくなり、また日本の運命が、この機動部隊の末路のようになっていくのではなかろうか」と感じたという。11月15日、第一機動艦隊および第三艦隊は解隊された。

## 艦長
艤装員長
- 横川市平 大佐：1940年11月15日[36] - 1941年9月25日[40]

艦長
- 横川市平 大佐：1941年9月25日[40] - 1942年6月5日[103]
- 野元為輝 大佐：1942年6月5日[103] - 1943年6月20日[172]
- 菊池朝三 大佐：1943年6月20日[172] - 12月18日[184]
- 貝塚武男 大佐：1943年12月18日[184] - 1944年10月25日（戦死、中将）

## ギャラリー

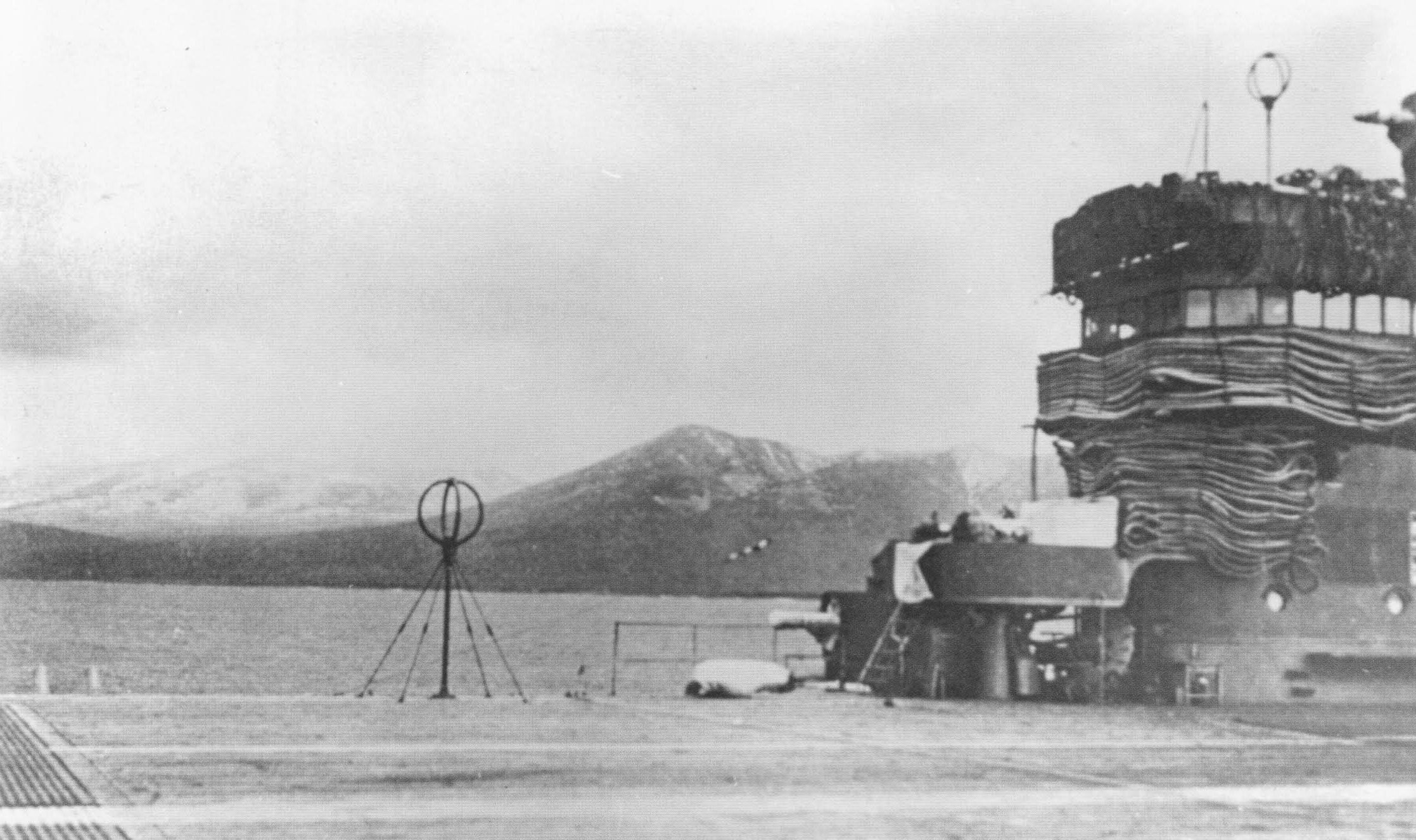
1941年11月、単冠湾内の瑞鶴。
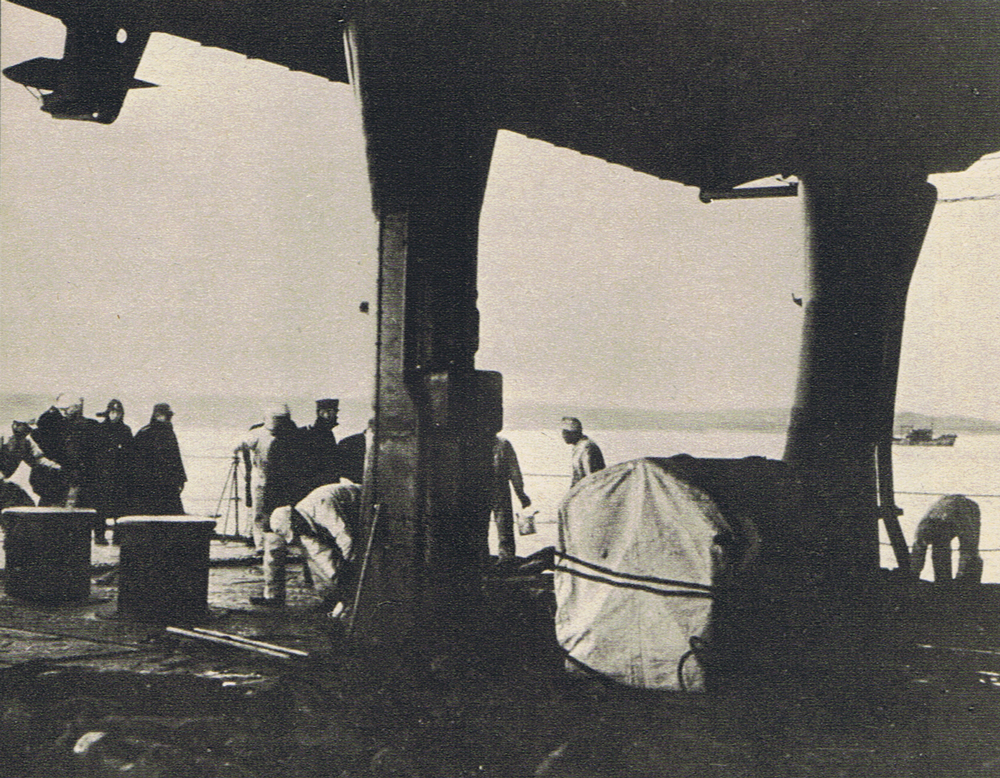
1941年11月16日、真珠湾を目指し単冠湾を出発する瑞鶴の艦上で碇を上げる水兵ら。
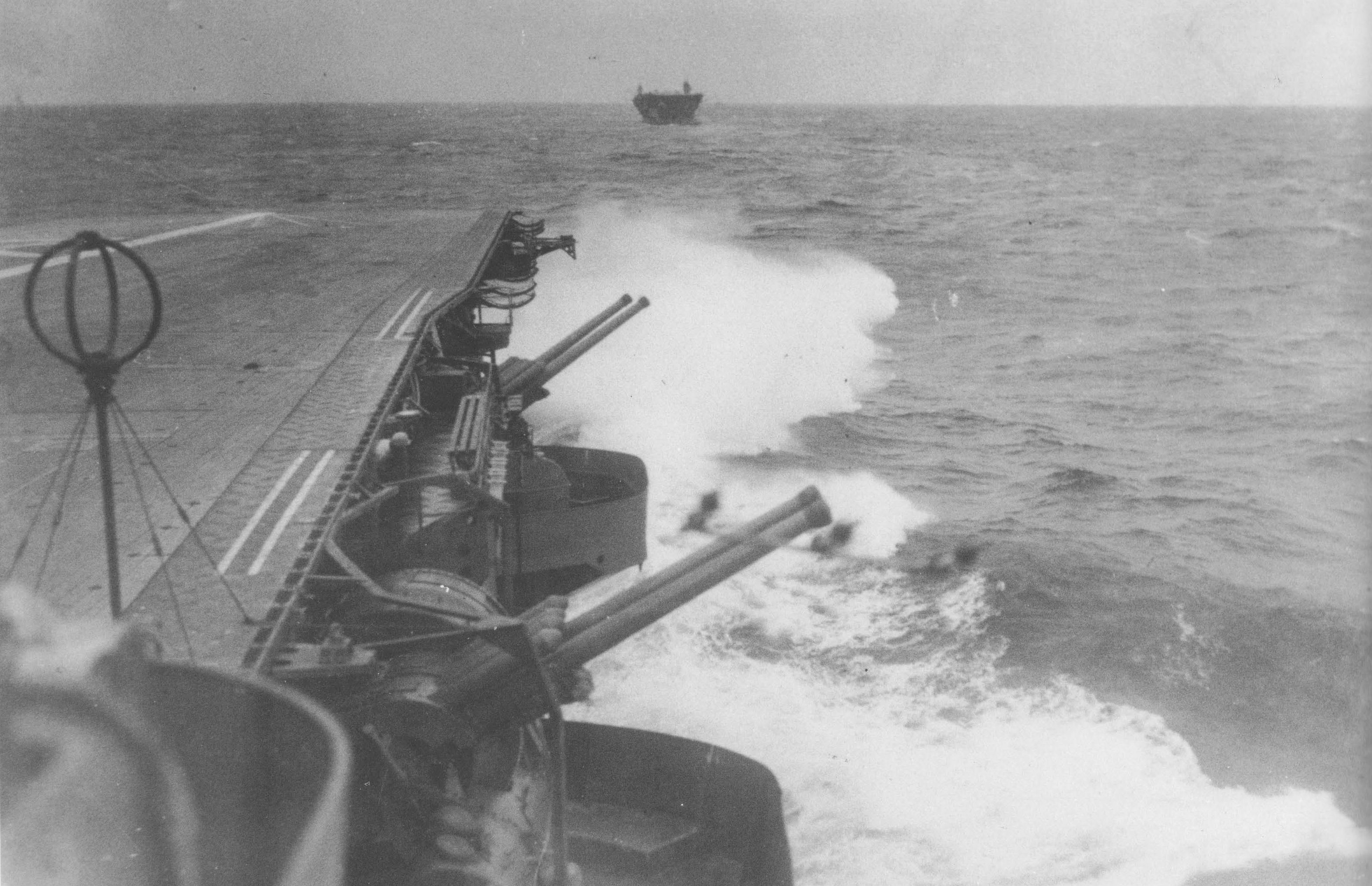
1941年11月、ハワイ島に向けて航行する瑞鶴。
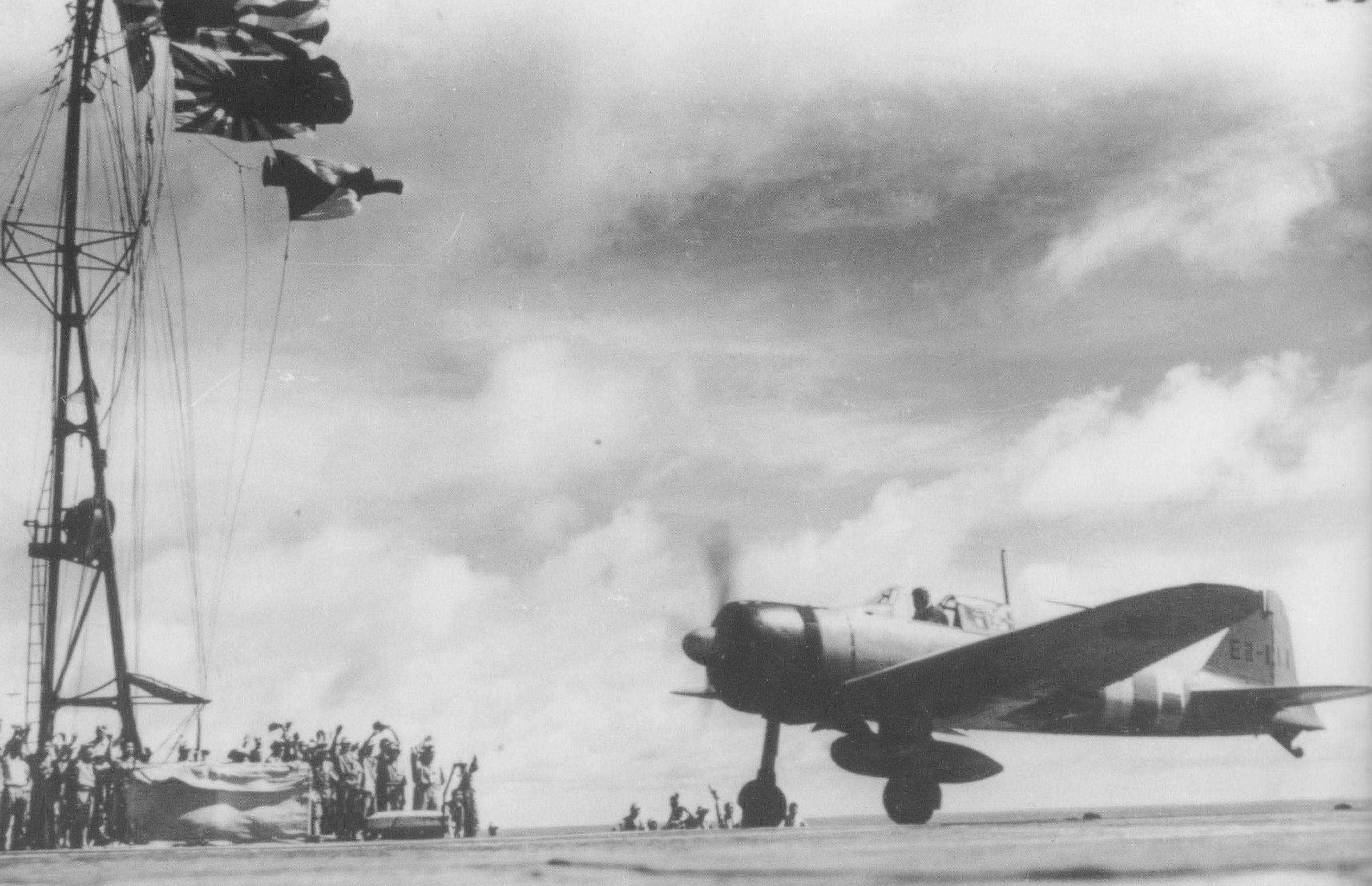
真珠湾攻撃のため、瑞鶴を発艦する零式艦上戦闘機。
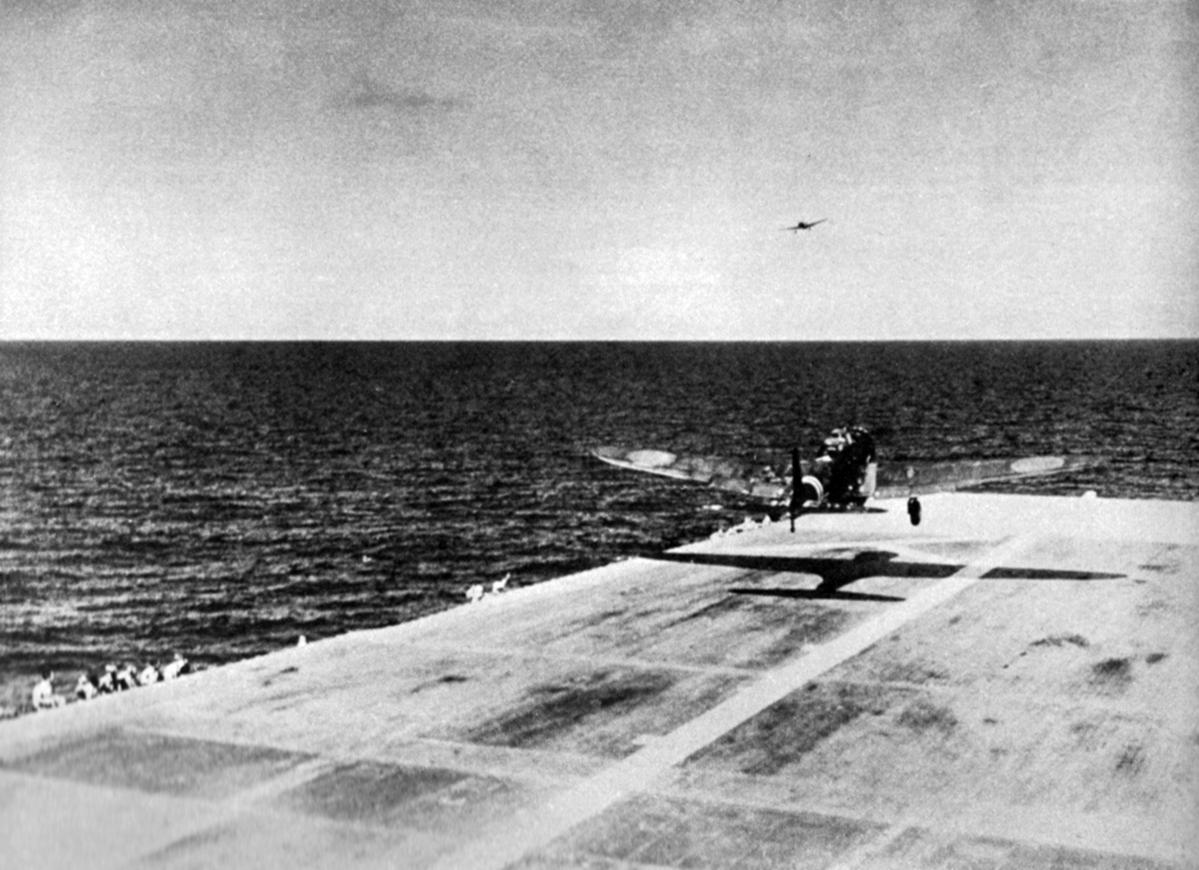
真珠湾攻撃のため、瑞鶴を発艦する九七式艦上攻撃機。
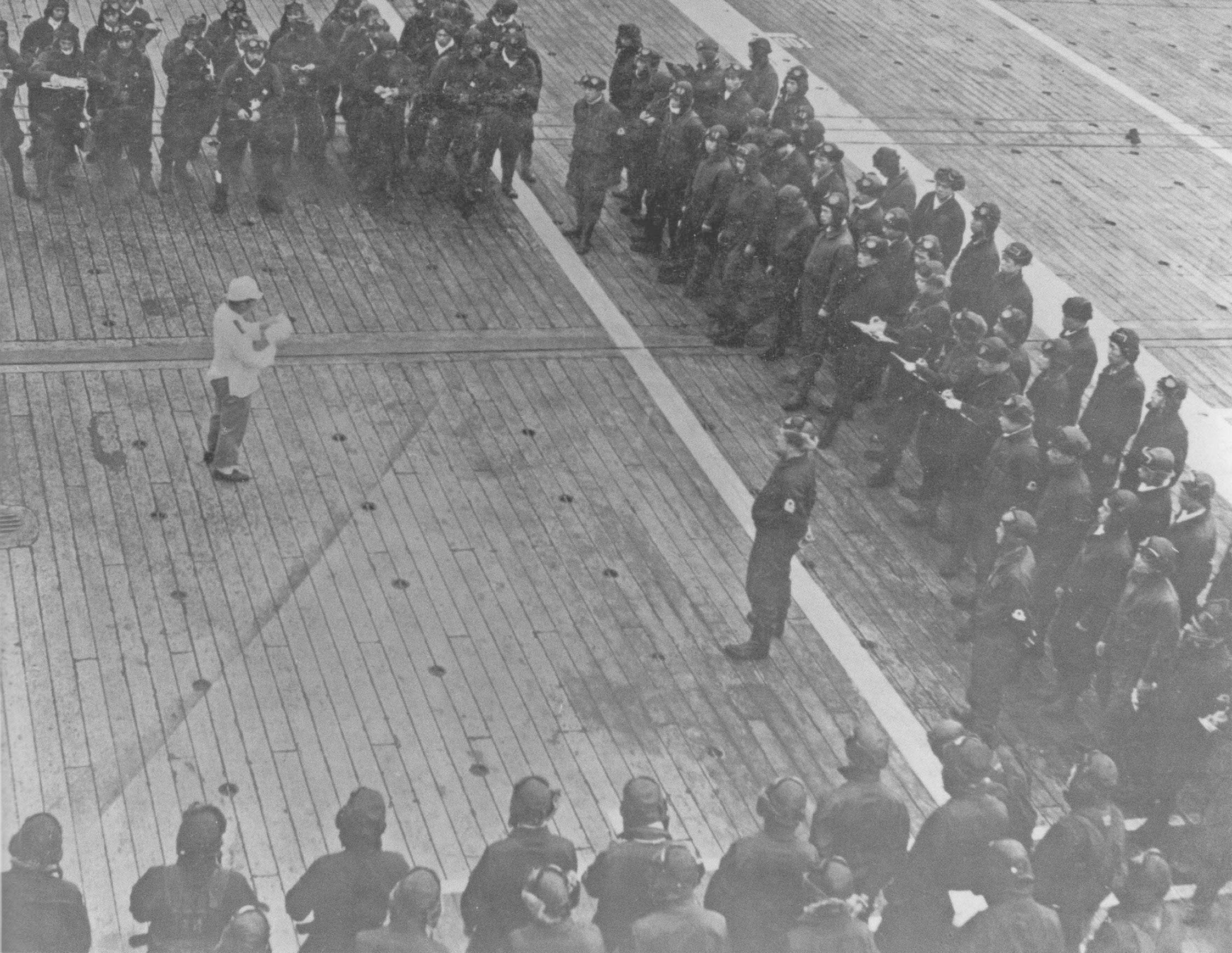
1942年、瑞鶴甲板で説明を受ける搭乗員。
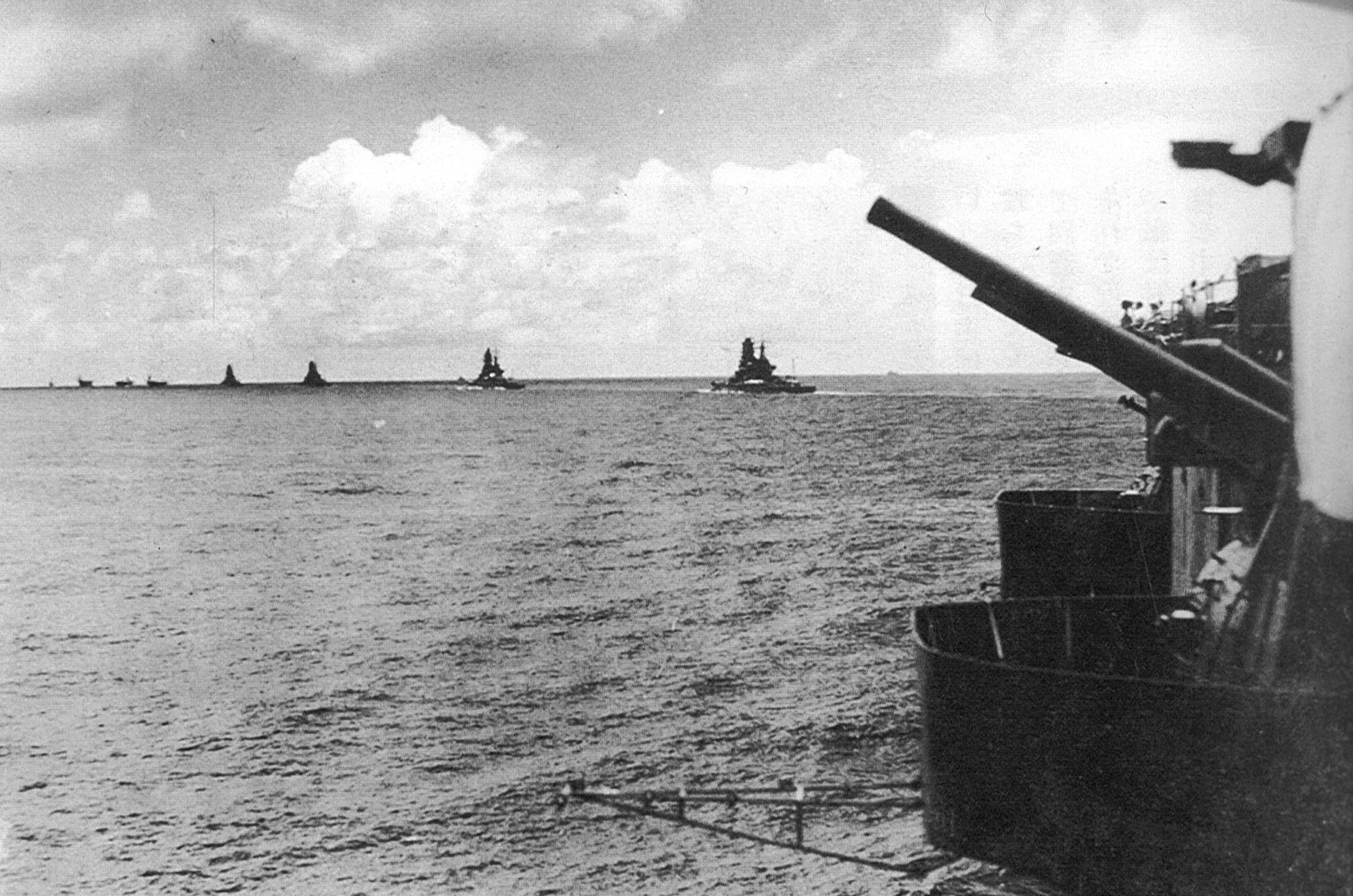
1942年3月30日、インド洋で撮影された瑞鶴の対空砲。
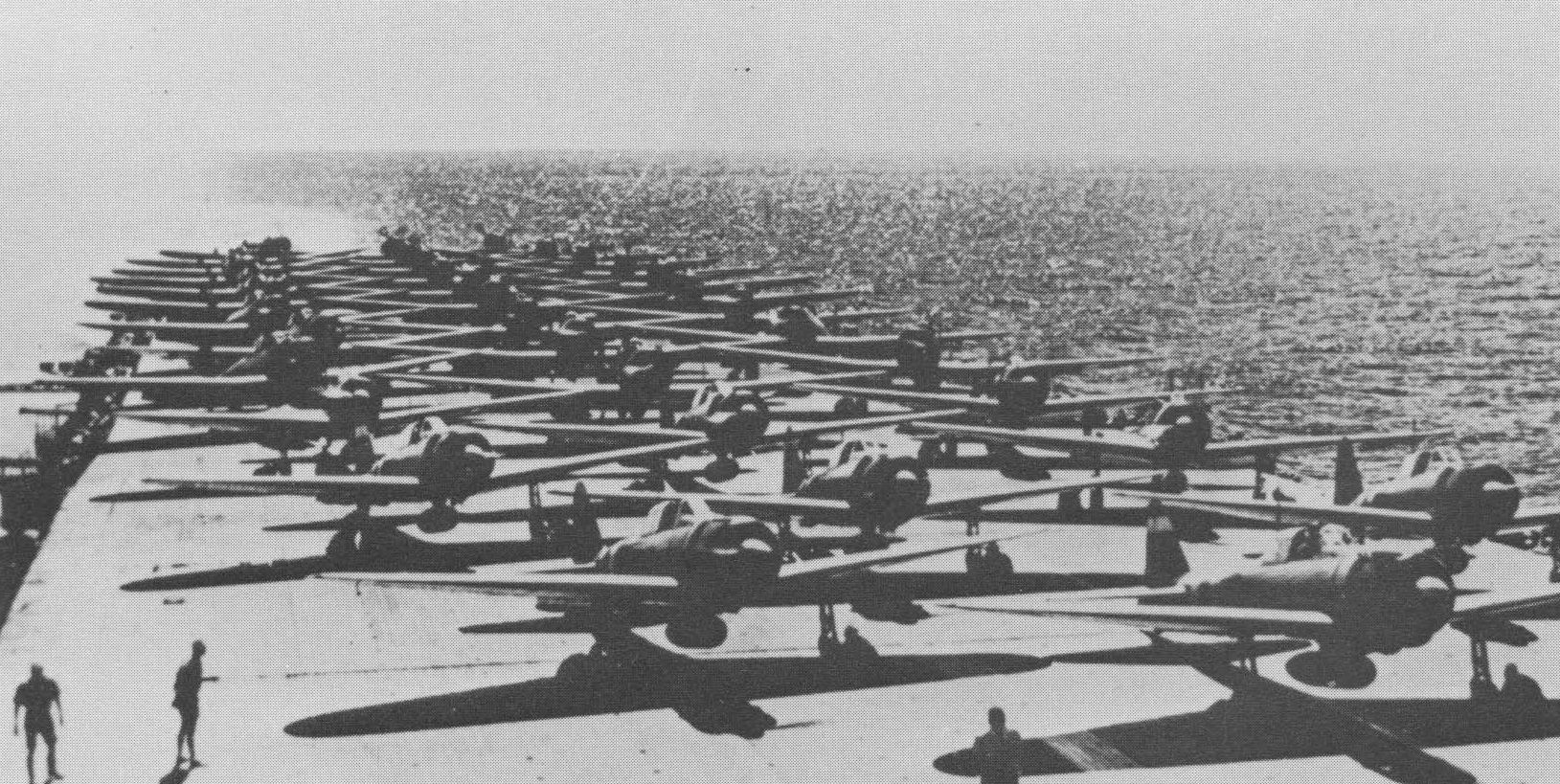
1942年4月、インド洋にて撮影された瑞鶴甲板。
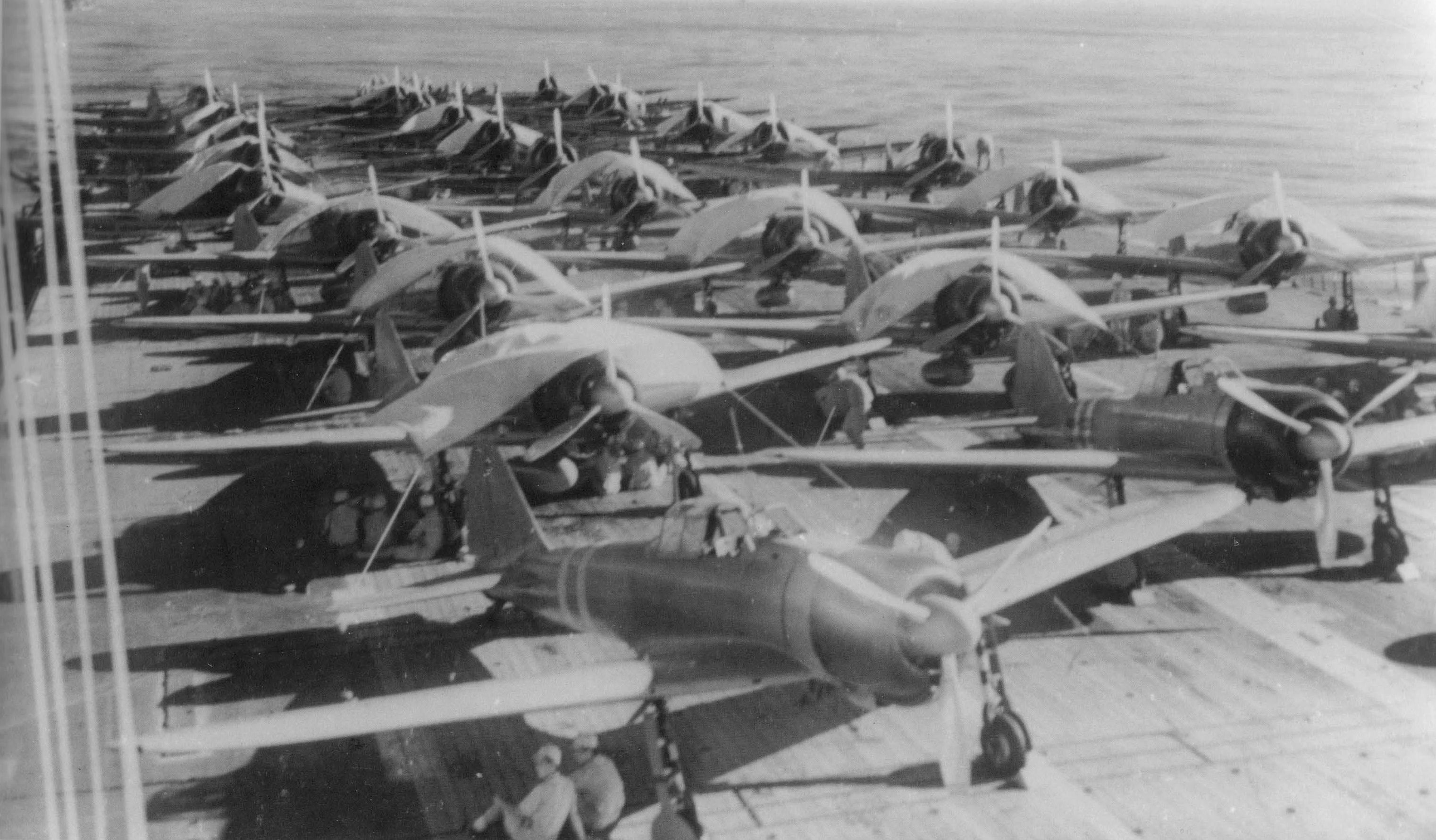
1942年5月5日、珊瑚海海戦前の瑞鶴甲板。
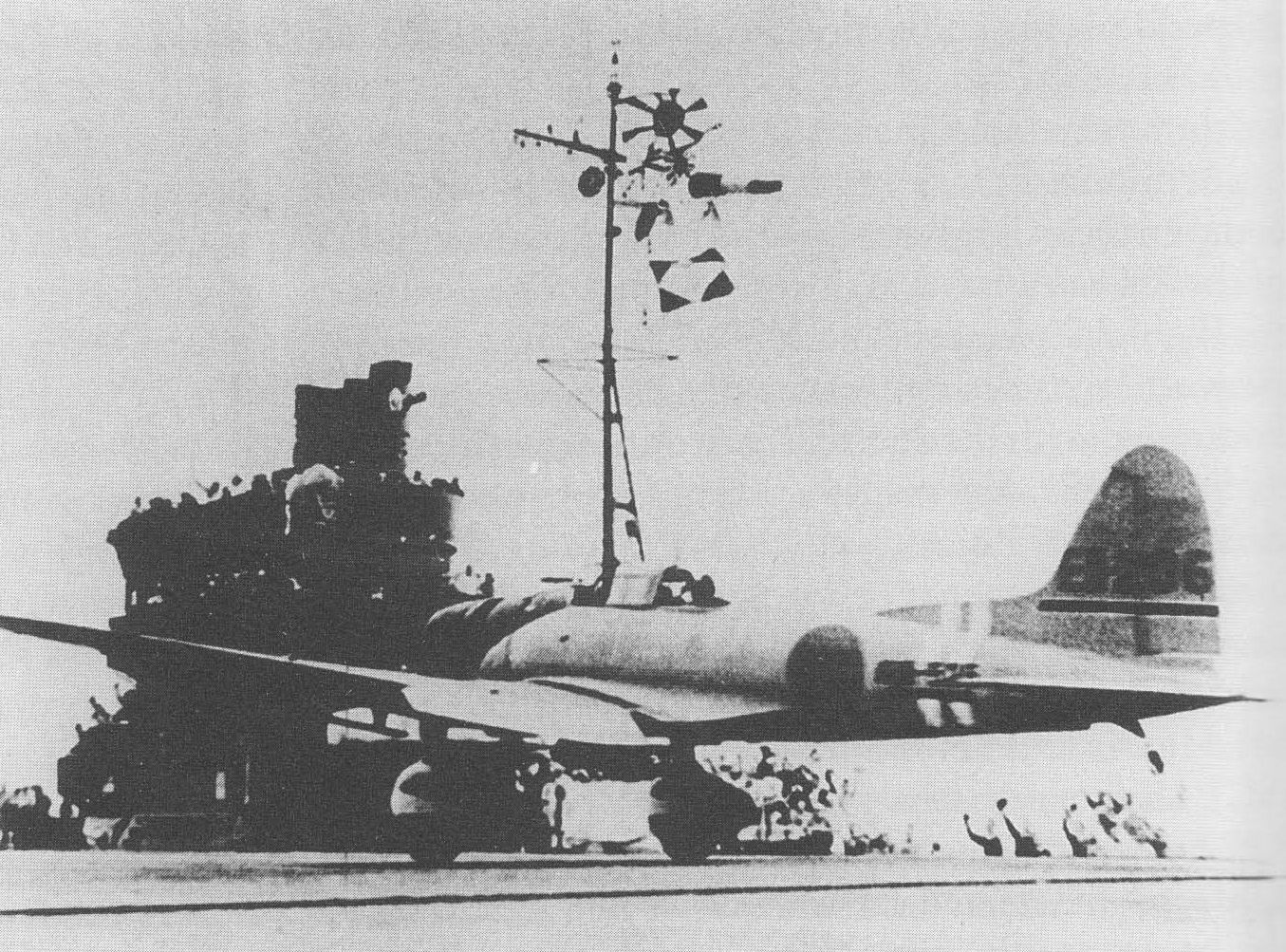
1942年5月8日、珊瑚海海戦に出撃する九九式艦上爆撃機。
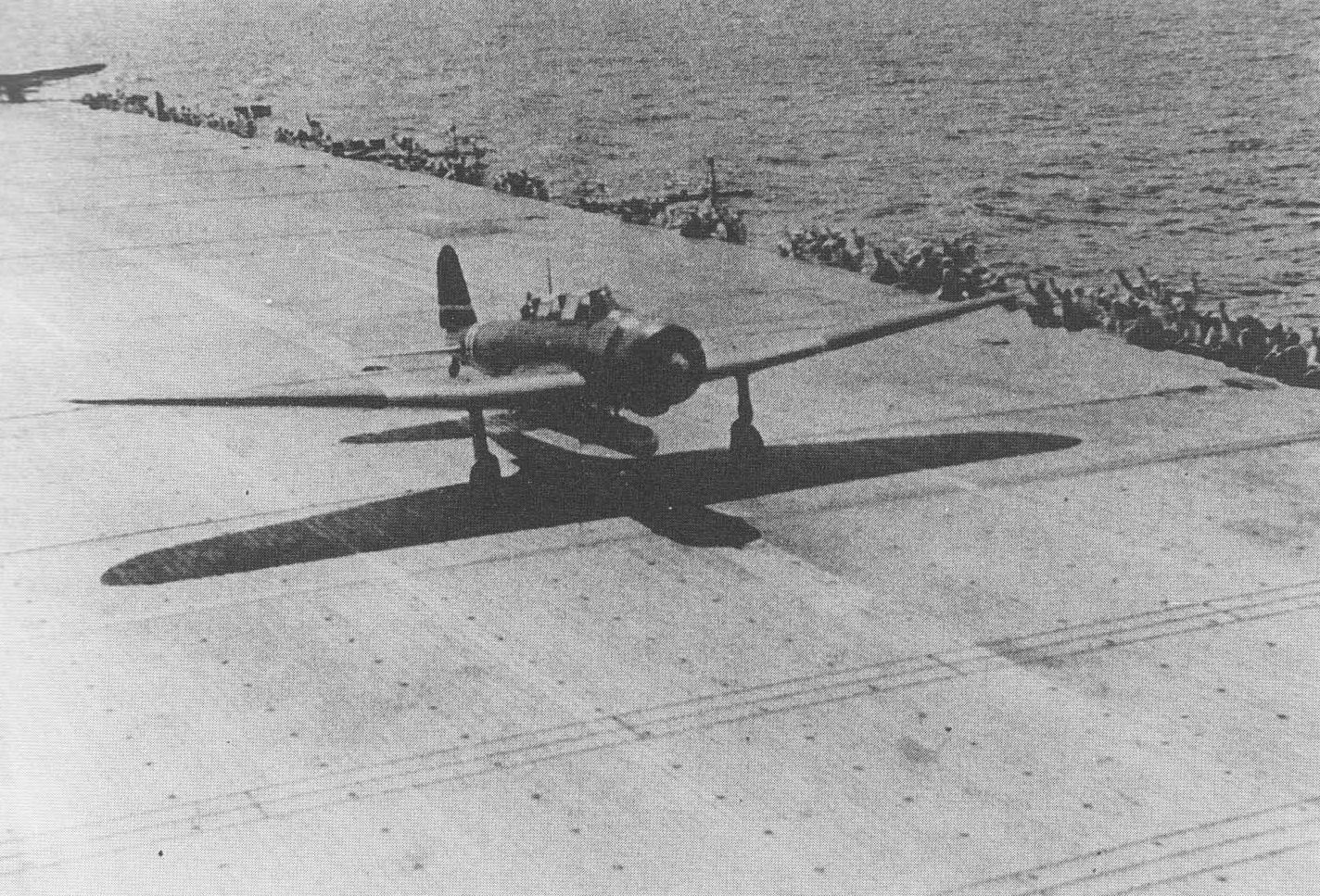
1942年5月8日、珊瑚海海戦に出撃する九七式艦上攻撃機。

## 同型艦
- 翔鶴